# Deutsches Tor (Metz)

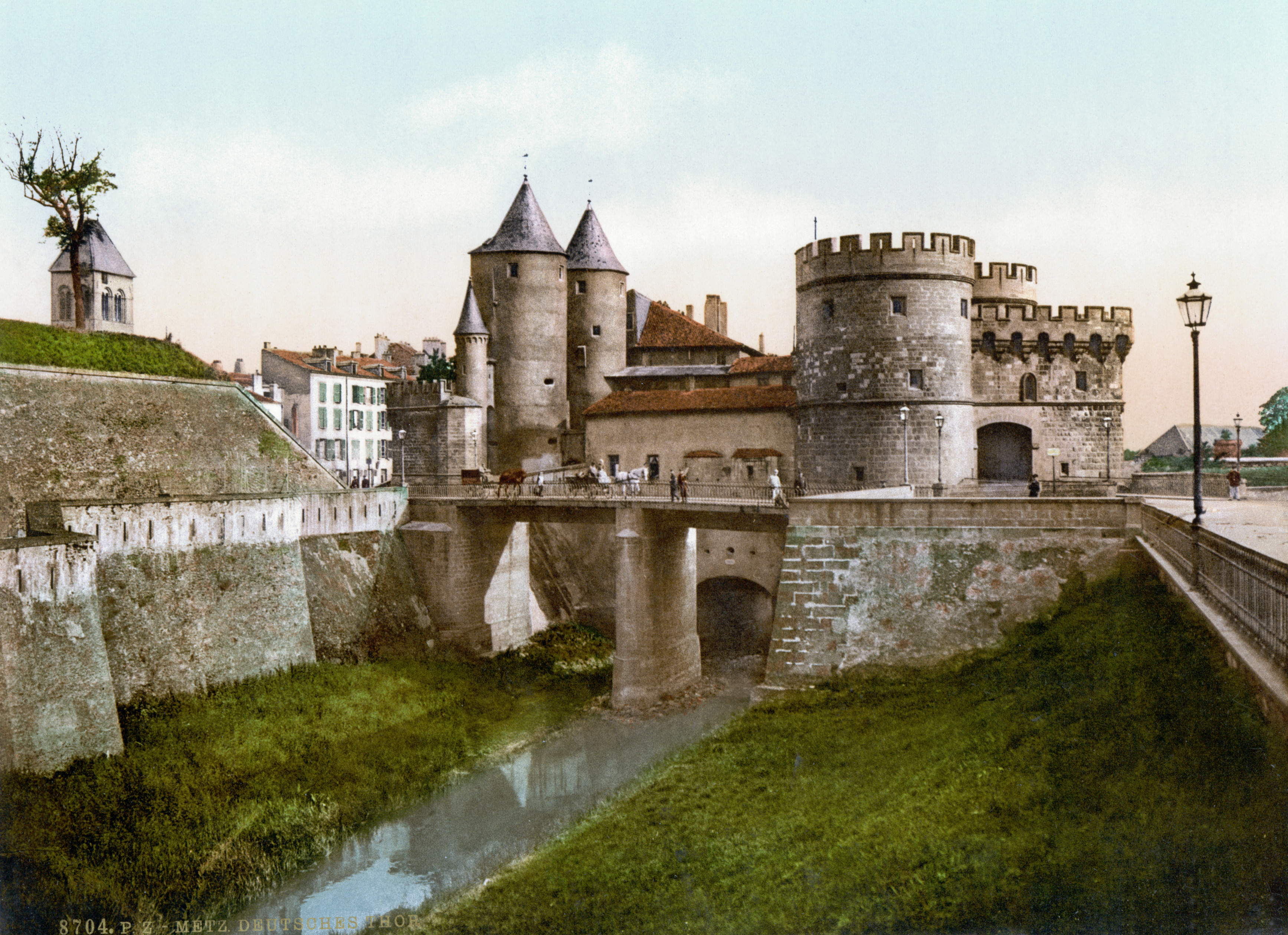
Deutsches Tor, Ansicht um 1900

Das Deutsche Tor (französisch Porte des Allemands) befindet sich in der französischen Stadt Metz, Lothringen. Die Toranlage, die als einzige von 17 mittelalterlichen Stadttoren der Metzer Stadtmauer erhalten geblieben ist, wurde nach dem benachbarten ehemaligen Hospital des Deutschen Ordens benannt, das um das Jahr 1210 in der Nähe der Kirche St. Eucharius (Saint-Eucaire) eingerichtet worden war. Der Name wäre daher auch mit Deutschherrentor zu übersetzen. Die Torburg bildete von Osten her den Hauptzugang zur Stadt Metz.

## Geschichtlicher Überblick

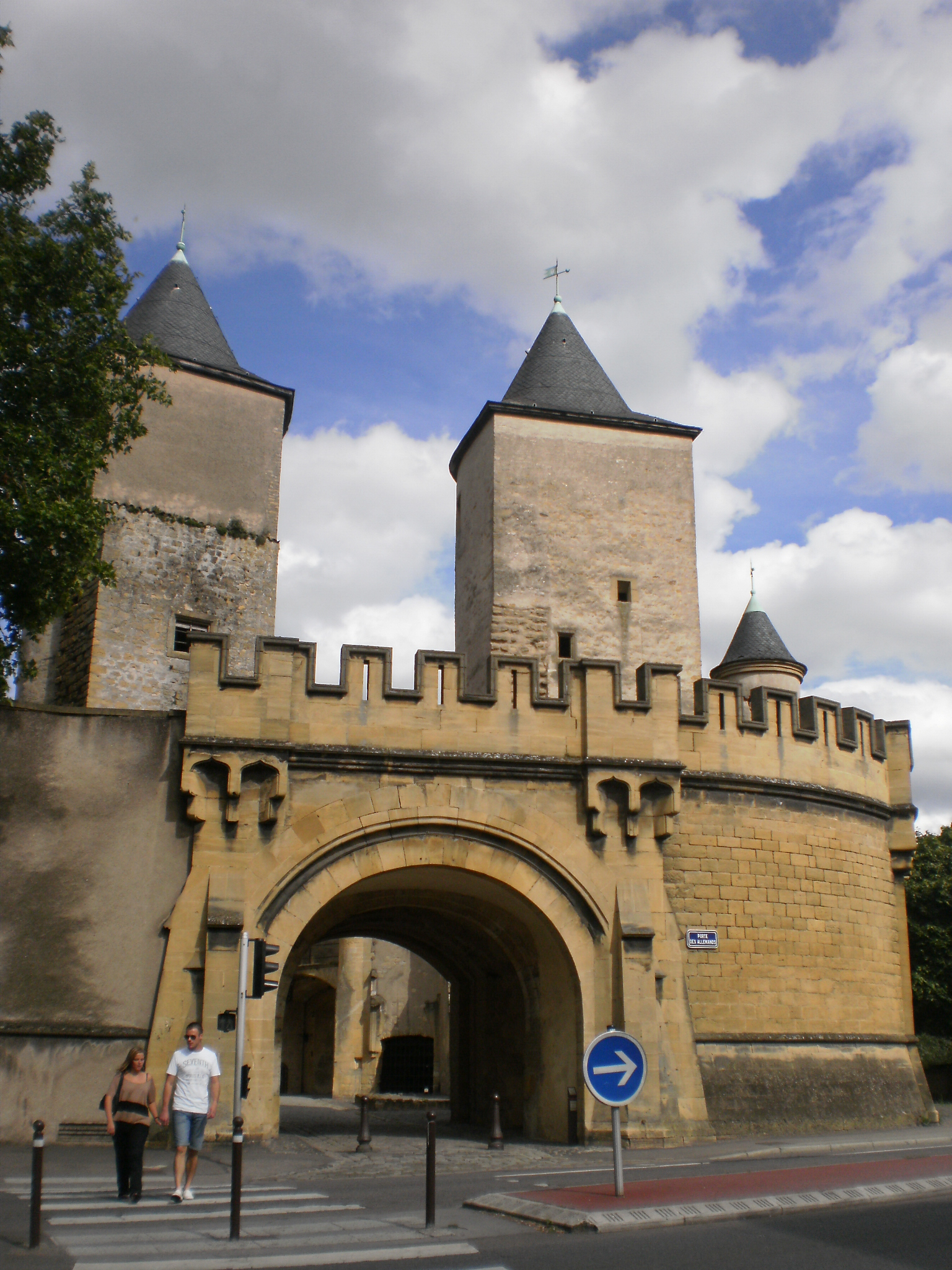
Deutsches Tor, Stadtseite

Bis zur Mitte des 12. Jahrhunderts wurde die Stadt Metz nur von der Stadtmauer aus der Spätantike umschlossen, die Ende des 9. und Anfang des 10. Jahrhunderts erneuert und geringfügig erweitert worden war. Als sich im 12. Jahrhundert mehrere Vororte außerhalb der Stadtmauern entwickelten, beschlossen die Metzer Obrigkeiten, die wirtschaftlichen Interessen der Stadt durch den Bau einer neuen Mauer zu schützen. Die Arbeiten wurden um 1230 abgeschlossen. Auf insgesamt 5500 Metern Länge schützte die neue Stadtmauer nun 20.000 Einwohner auf einem Stadtgebiet von 160 Hektar. In den folgenden Jahrhunderten veränderten zahlreiche Arbeiten und Erweiterungen die Befestigungsanlage, insbesondere Ende des 15. Jahrhunderts, als die ursprüngliche Hauptmauer aus dem 13. Jahrhundert durch einen vorgelagerten Niederwall verstärkt wurde.
Zu Beginn des 16. Jahrhunderts umfasste die Stadtmauer zwölf Tore und 76 Türme, die von der Stadtverwaltung und den Metzer Zünften unterhalten wurden. Die Hälfte der Türme erinnert an die Zünfte der Stadt, die auch mit der Bewachung und Versorgung beauftragt waren, wie etwa die Barbiere, die Bäcker, die Metzger, die Börsenmacher (Täschner), die Sattler, die Talkkerzenhersteller, die Wachskerzenzieher, die Kesselschmiede, die Zimmerer, die Wagner, die Sämischgerber, die Rotgerber, die Weißgerber, die Nagelschmiede, die Zinngießer, die Schuster, die Messerschmiede, die Dachdecker, die Tuchweber, die Hersteller von Schnallenschuhen, die Fischer, die Heringshändler, die Wollhändler, die Hufschmiede, die Maurer, die Kurzwarenhändler, die Kürschner, die Maler, die Zinngießer, die Zwischenhändler, die Schneider, die Küfer, die Weber, die Lumpenhändler, die Winzer u. a. Die übrigen Türme wurden von der Stadt finanziert und von Soldempfängern bewacht.
Die Mauer bewies in zahlreichen Belagerungen und Kriegen zwischen dem 13. und der Mitte des 16. Jahrhunderts ihre Widerstandsfähigkeit. Danach verschlechterte sich die Bausubstanz der Verteidigungsanlagen. Im 17. und 18. Jahrhundert wurde die Metzer Stadtmauer von Vauban und Louis de Cormontaigne verändert. Sie wurde in die neuen Befestigungsanlagen mit ihren Bastionen integriert und an einigen Stellen wurde sie zugunsten der neuen Verteidigungsbauten geschleift. Während der Reichslandszeit (1871–1918) wurden im Zeitraum zwischen 1899 und 1905 weitere Elemente der Stadtmauer niedergerissen. Schließlich blieben nur noch 1000 Meter Mauer (ein Sechstel der ursprünglichen mittelalterlichen Mauerlänge) nordöstlich des historischen Stadtkerns von Metz, die ehemalige Seillefront, in reduzierter Höhe und ohne die ursprüngliche Zinnenbekrönung erhalten.

## Bau des Stadttores

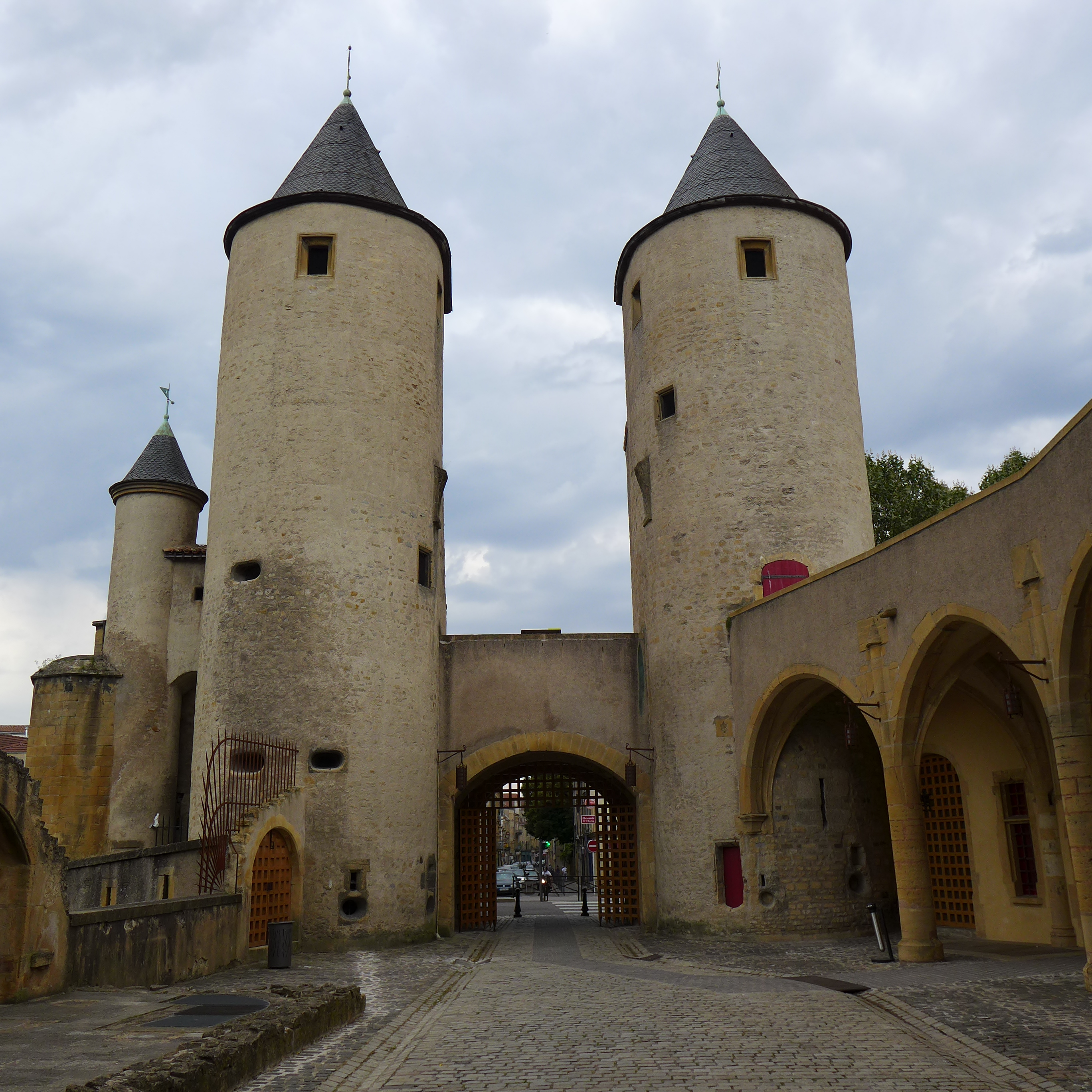
Deutsches Tor, Ältester Teil der Torburg mit Blick zum Stadtinneren
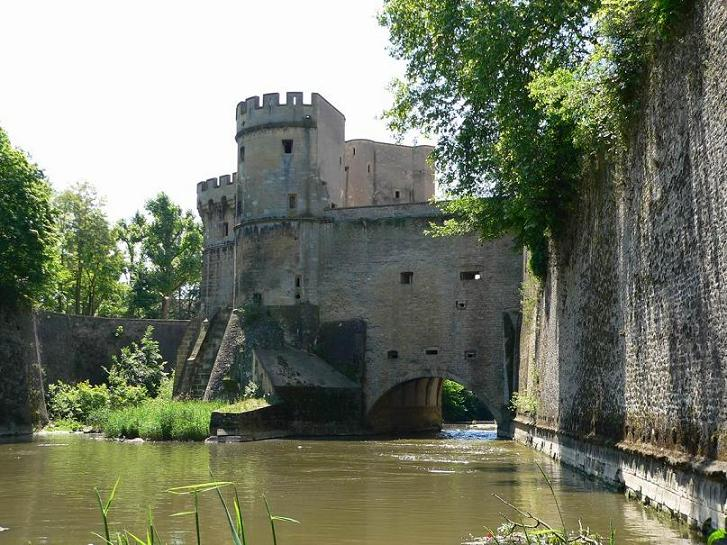
Blick auf das Deutsche Tor von der Kaponniere Dex/Tour d´Esch aus
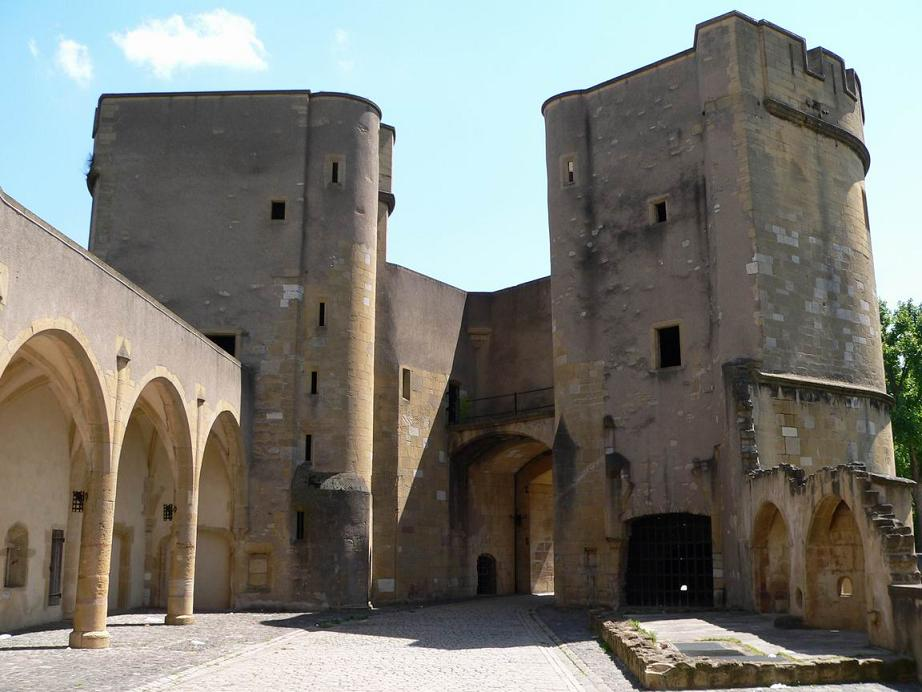
Innenseite des stadtauswärtigen Torteils
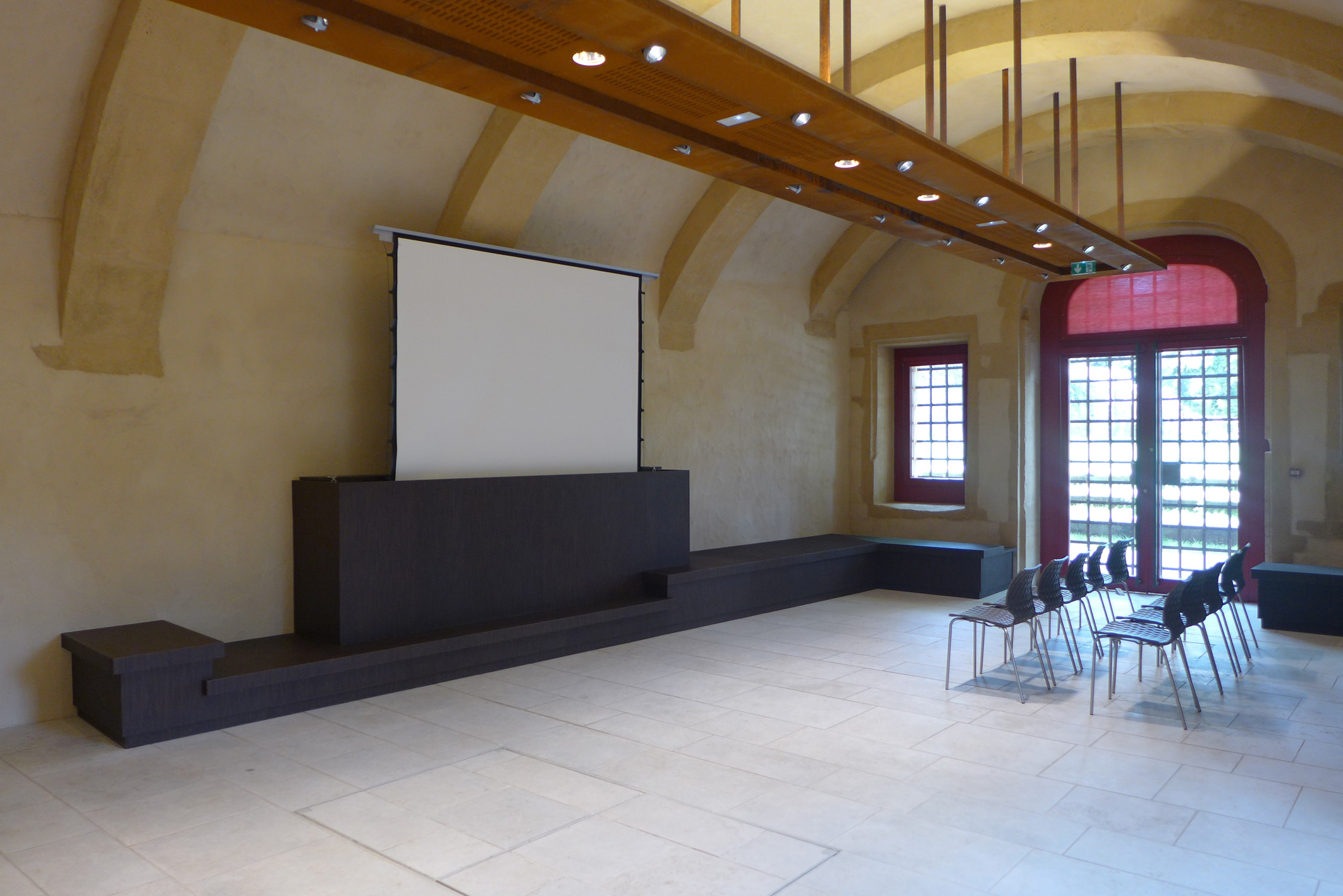
Vortragssaal im Inneren des Tores
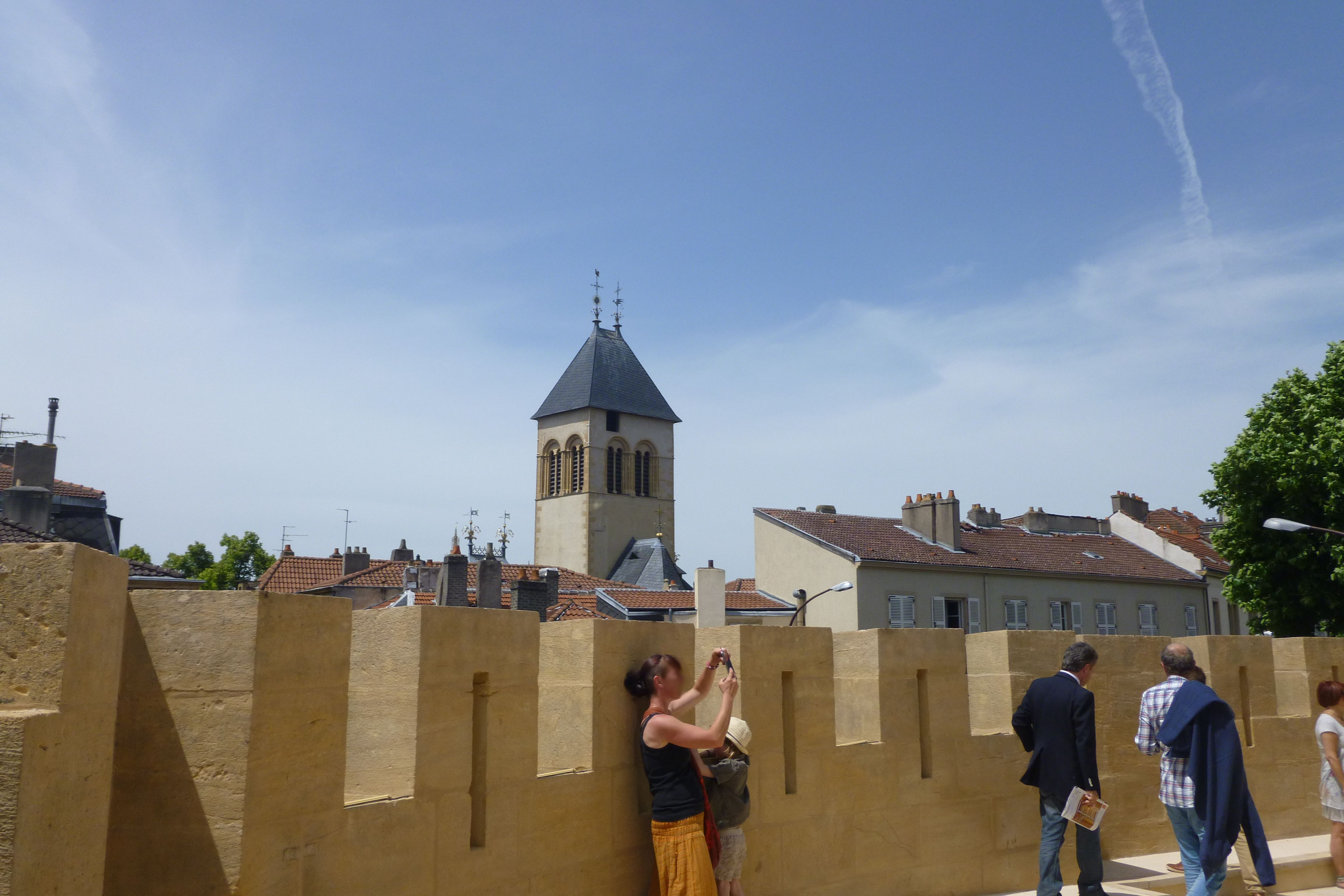
Blick von der Zinnenplattform auf die St. Euchariuskirche

Das Deutsche Tor wurde um 1230 als von zwei schlanken Rundtürmen mit Kegeldächern bewachter Durchgang erbaut. Dieser ältere Torbau wurde mit Mörtel verputzt. Zwei weitere, bedeutend größere Befestigungstürme mit Zinnenkränzen sowie die spitzbogige Brücke über die Seille mit mauergeschützter Zufahrt wurden 1445 durch den Stadtbaumeister Henri de Ranconval hinzugefügt und im Jahr 1480 durch einen weitgespannten Laubengang an der Westseite der Brücke erweitert. Der stadtauswärts gelegene Teil der Torburg wurde angewinkelt zur Brücke errichtet, um eine direkte Schusslinie von Seiten eventueller Angreifer zu vermeiden. Dieses jüngere Bollwerk besteht an seinen Außenseiten aus einer aufwändigen Quaderung aus Jaumont-Stein. An den Türmen erkennt man noch Einschlagspuren von Schüssen, die bei der Belagerung der Stadt durch Kaiser Karl V. im Jahr 1552 entstanden sind. Jüngster Bauteil der Torburg ist der in den Jahren 1526 bis 1529 von Philipp Dex als dreieckiges Bollwerk errichtete Brückenkopf, zwei neue Schießkammern wurden 1550 ergänzt.
Bei den Umbauten der Metzer Stadtbefestigung durch die königlichen französischen Festungsbaumeister Vauban (um 1680) und Cormontaigne (in den Jahren 1744–1752) wurde das Deutsche Tor als einziges mittelalterliches Stadttor jeweils unverändert in das neue Verteidigungskonzept einbezogen. Die Torburg wurde in den Jahren 1859–1862 von der Direction du Génie Militaire und der Metzer Akademie restauriert. Eine weitere Restaurierung erfuhr die Toranlage durch den Metzer Dombaumeister und lothringischen Denkmalpfleger Paul Tornow sowie dessen Assistenten Wilhelm Schmitz ab dem Jahr 1892. Dabei wurden auch die Zinnenkränze wiederhergestellt. Im November 1900 erwarb die Stadt Metz das Bauwerk und richtete darin 1907 ein Museum ein. Während des Zweiten Weltkrieges wurde das Deutsche Tor im Oktober 1944 durch Artilleriebeschuss schwer beschädigt. Am 18. November machte man die zerstörte Brücke durch einen provisorischen Holzsteg wieder gangbar. Die ersten Wiederherstellungsarbeiten begannen 1946; seit der umfassenden Renovierung im Jahr 1968 ist das Tor für Fußgänger wieder begehbar. Am 3. Dezember 1966 wurde das Deutsche Tor offiziell unter Denkmalschutz gestellt. Die bisher letzten Sanierungen wurden im Jahr 1996 vorgenommen. Nach den im Jahr 2013 durchgeführten Umbauarbeiten wird die Toranlage als kultureller Veranstaltungsort genutzt.

Rekonstruktionen des historischen Aussehens des Deutschen Tores
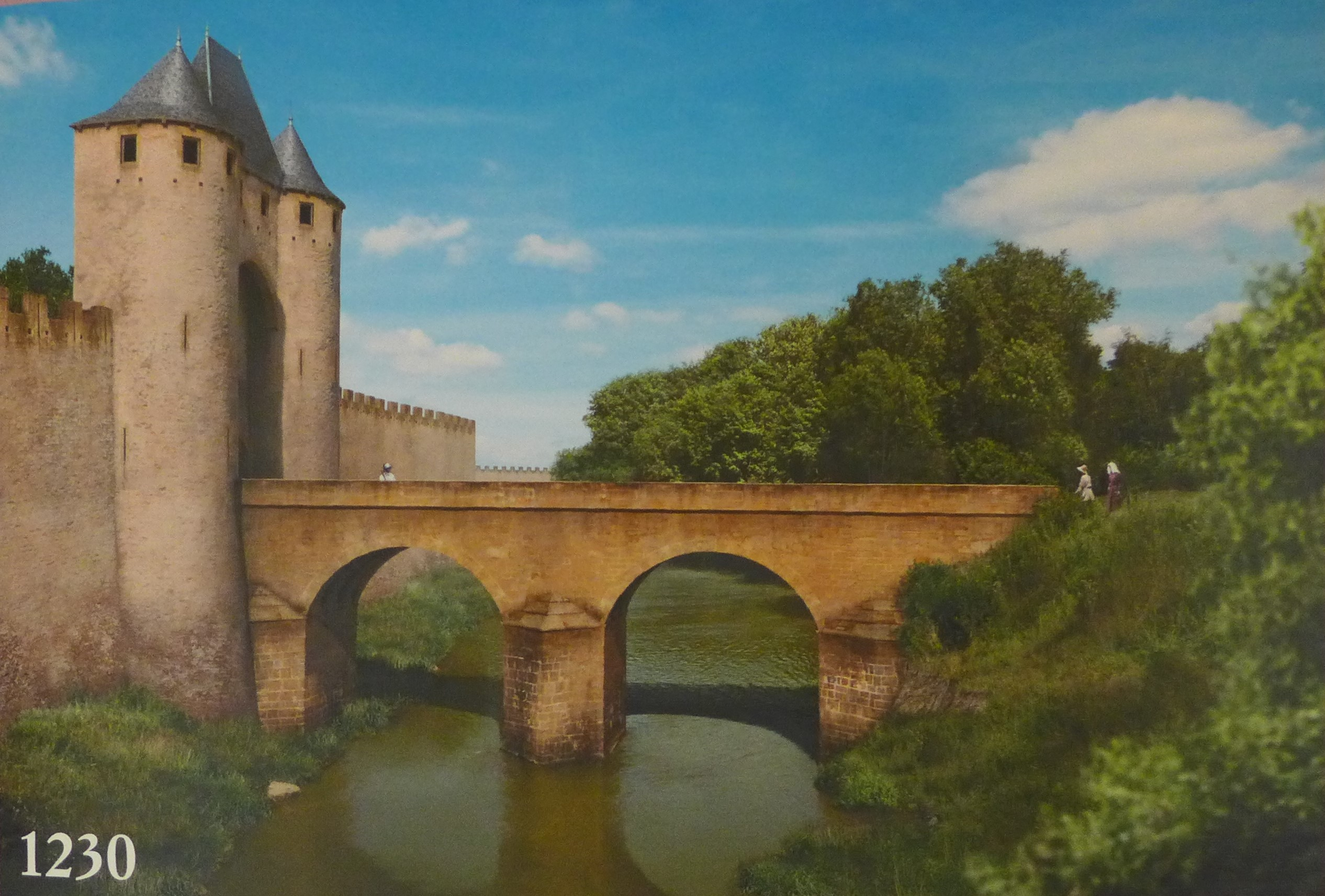
Deutsches Tor um 1230
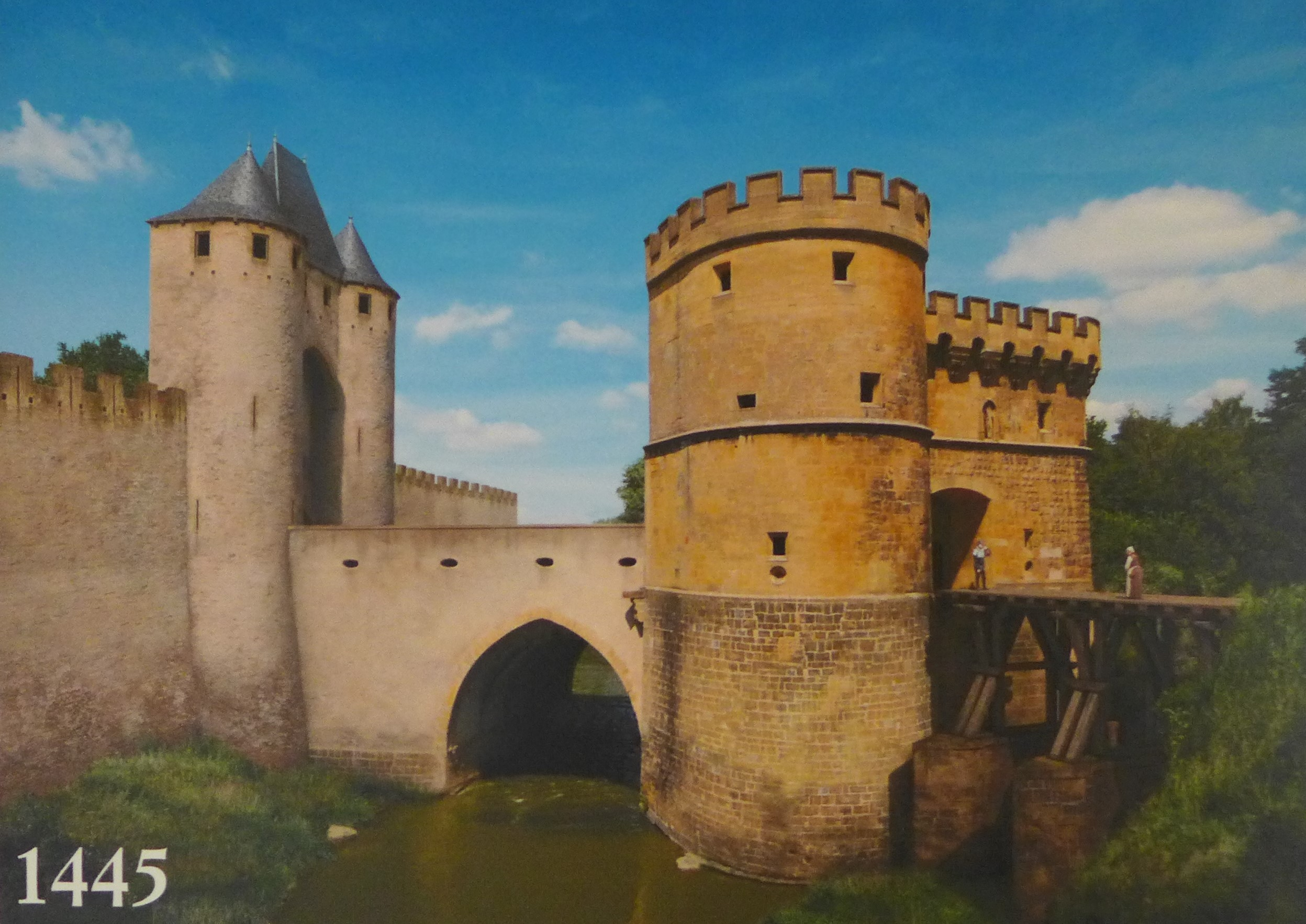
Deutsches Tor um 1445
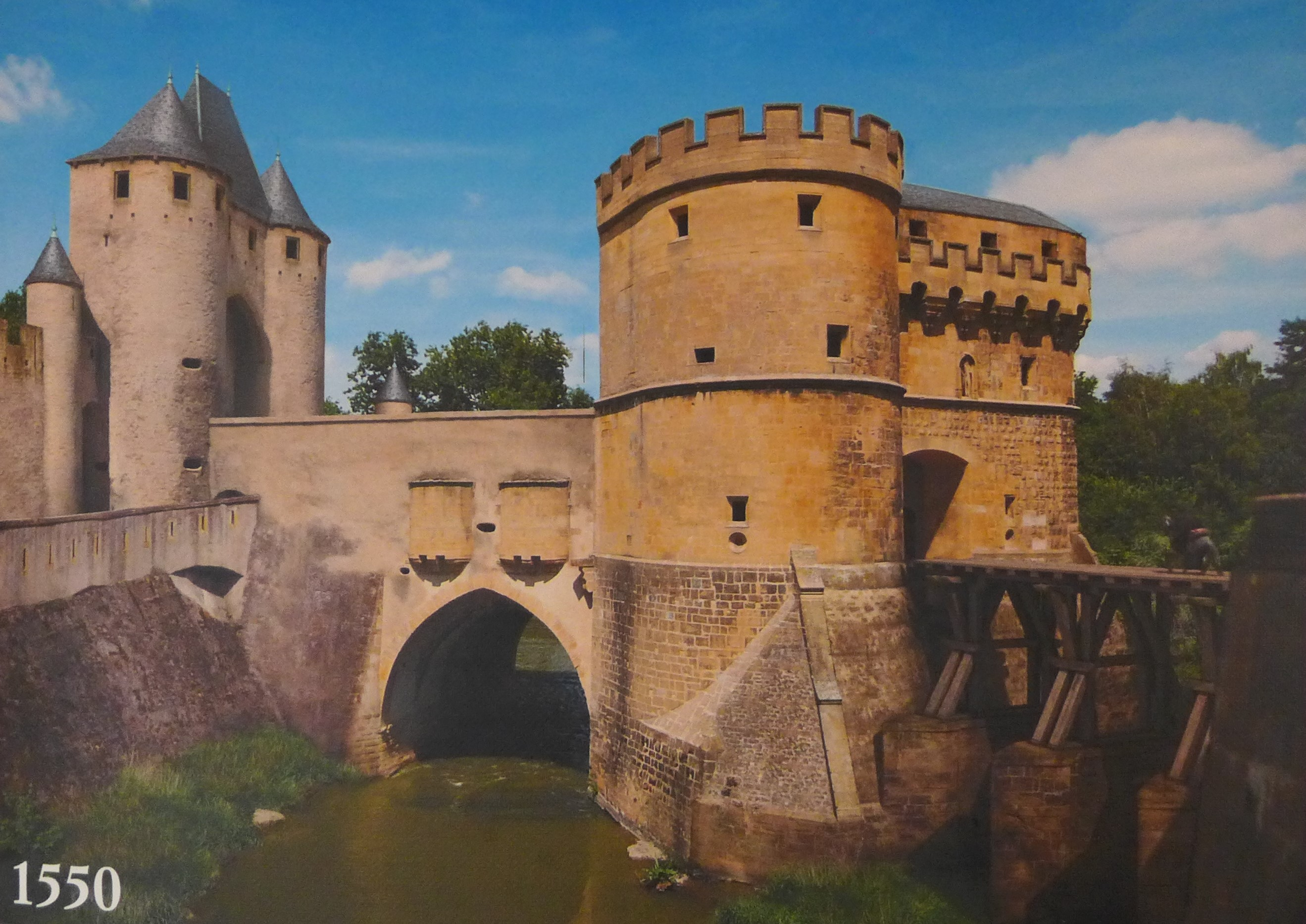
Deutsches Tor um 1550
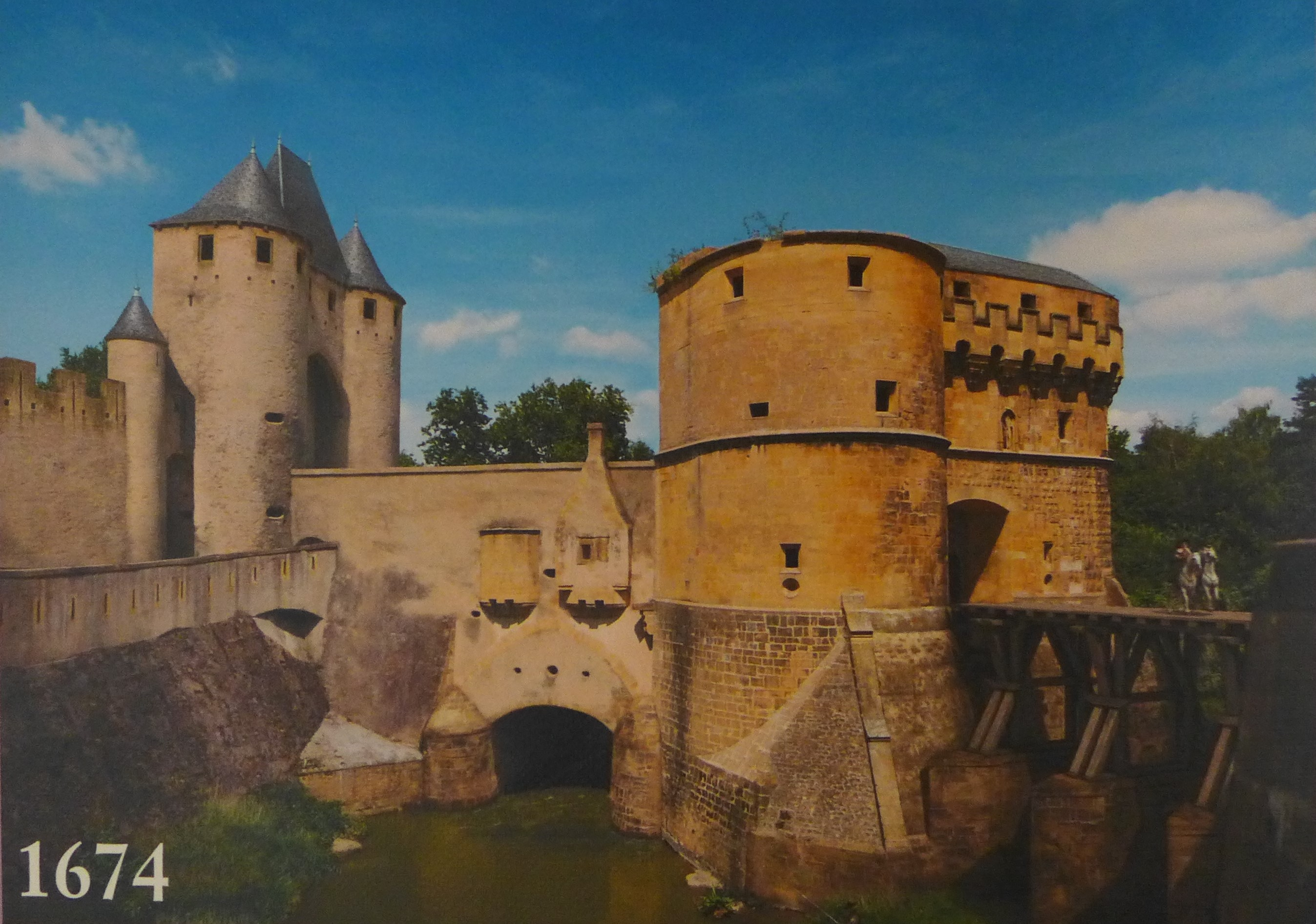
Deutsches Tor um 1674
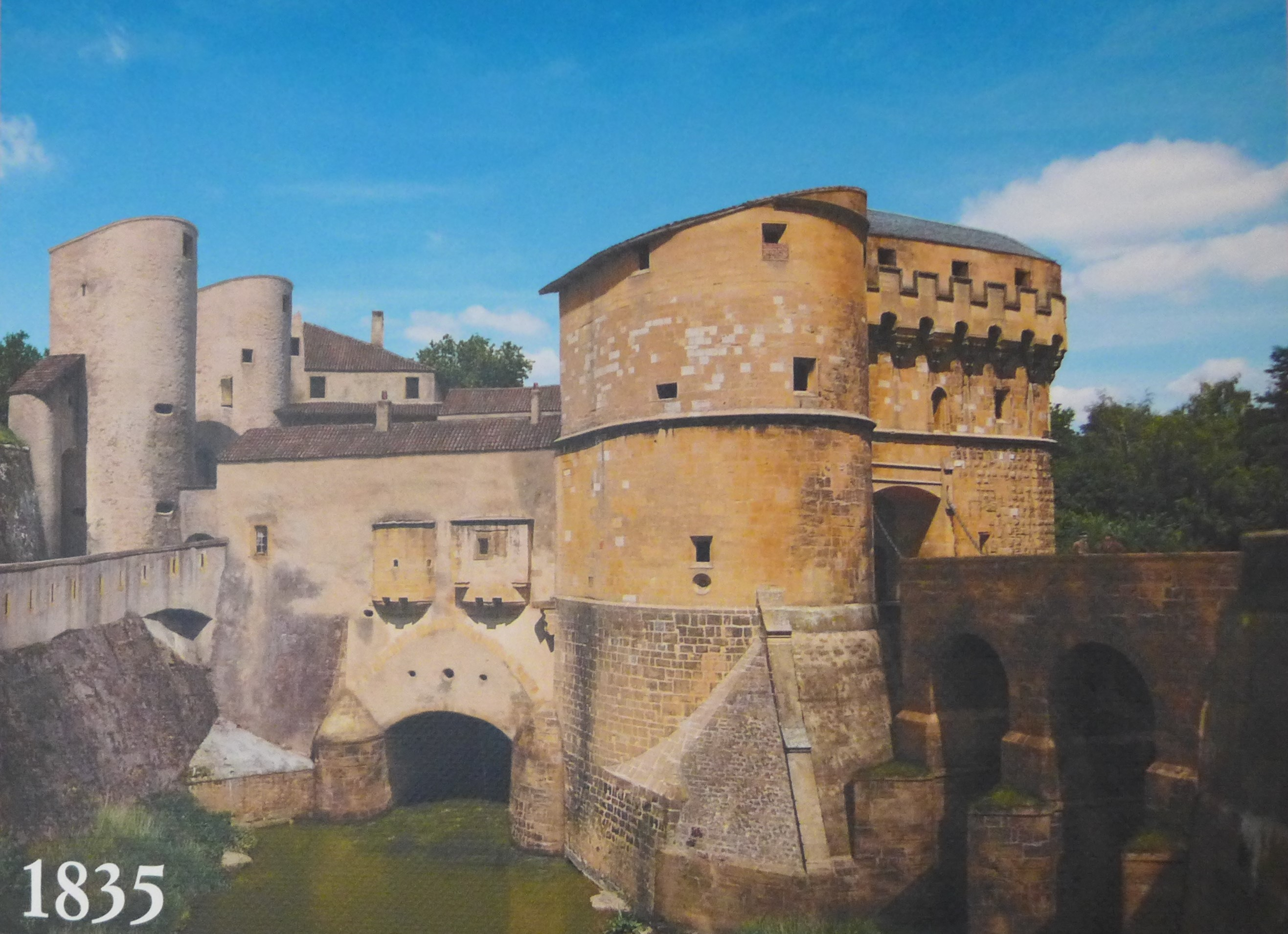
Deutsches Tor um 1835
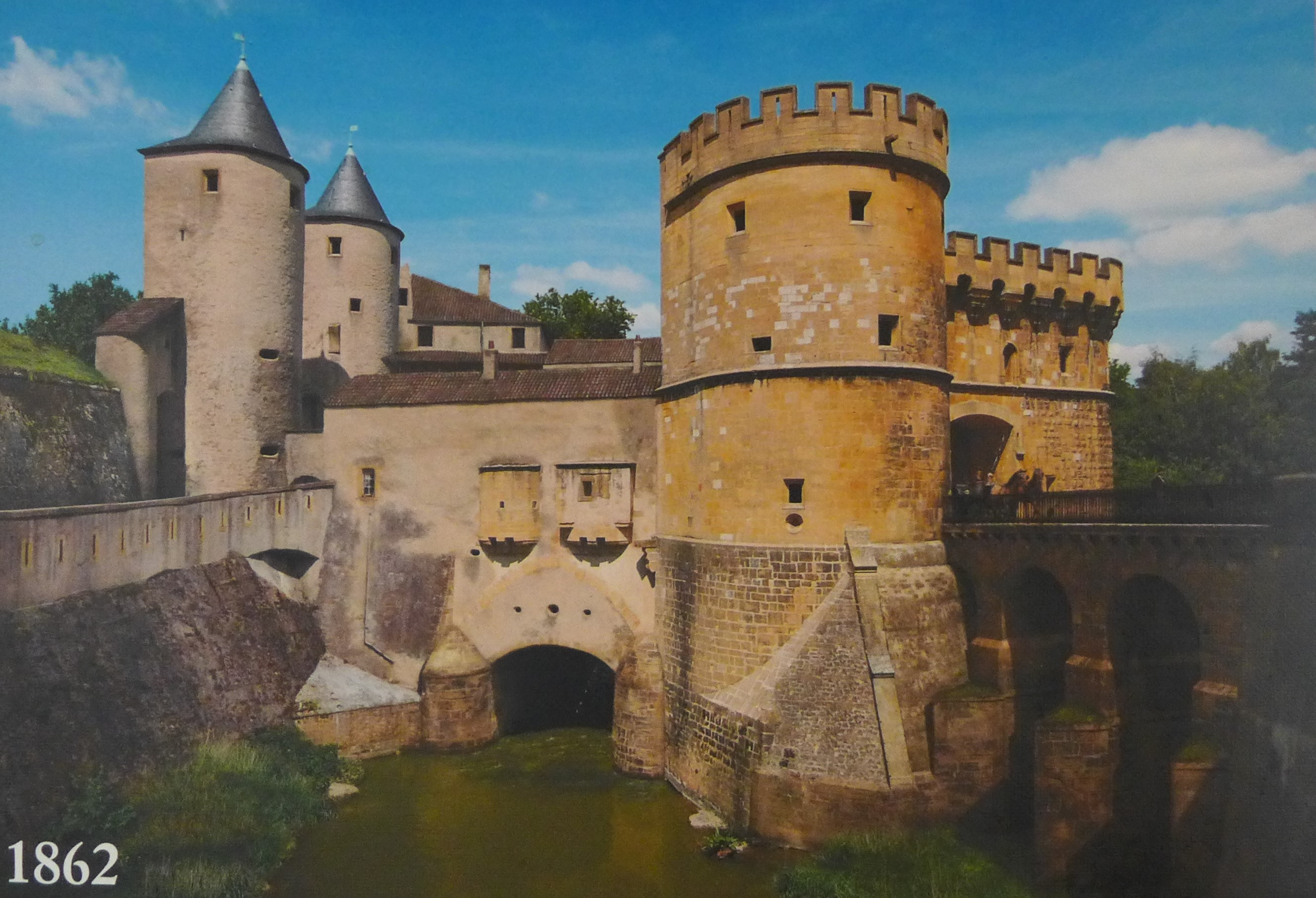
Deutsches Tor um 1862

## Viertel Outre-Seille

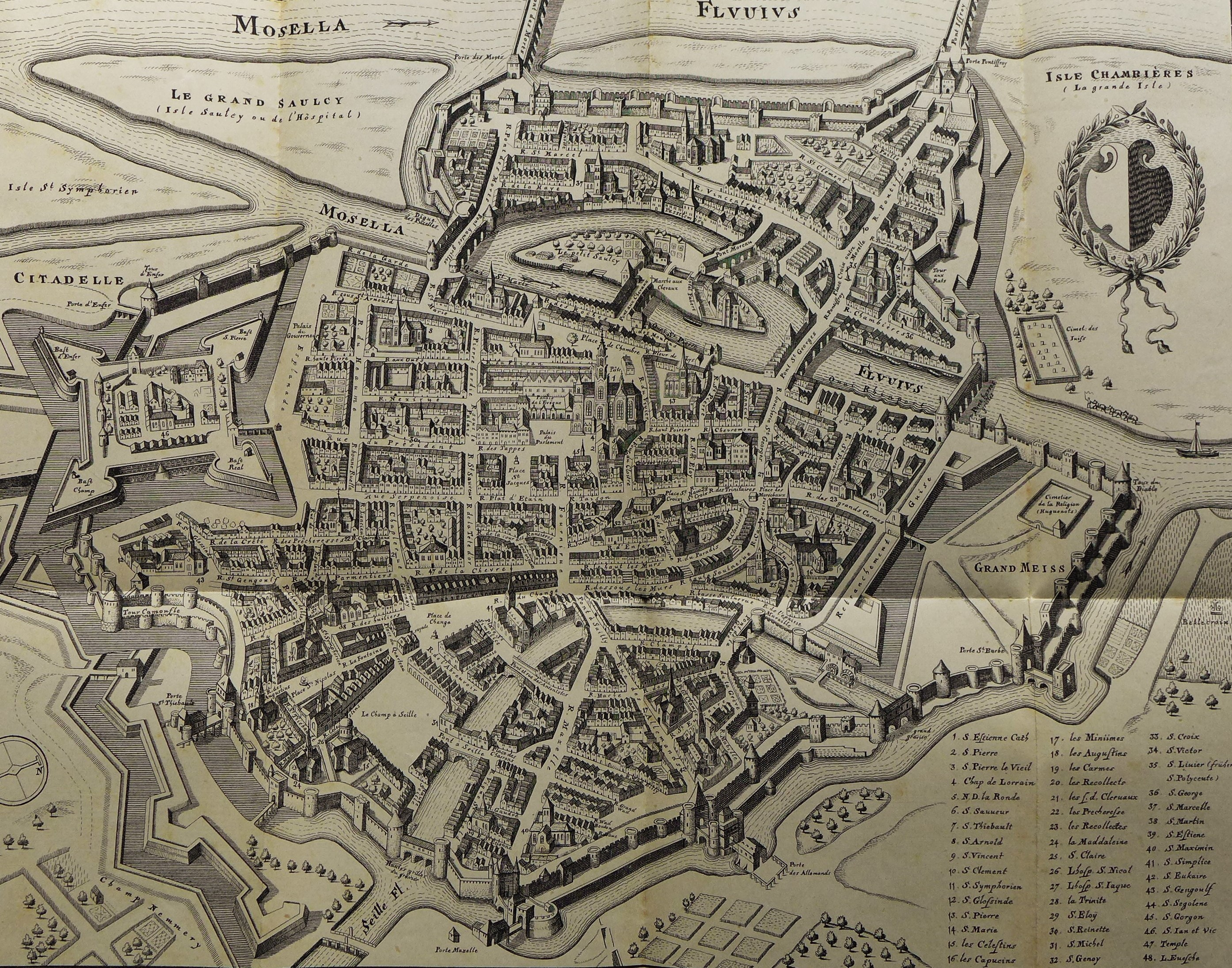
Befestigungsanlagen der Stadt Metz, Plan der Stadt Metz aus dem Jahr 1652

Das Deutsche Tor kontrollierte die Straße von Mainz nach Metz, eine alte Römerstraße, die als „Rue des Allemands“ durch das Viertel „Outre-Seille“ ins Stadtzentrum und zum Metzer Stefansdom führt. Das Viertel hat seinen Namen von der Tatsache, dass bis zum Jahr 1903 an der Stelle der heutigen Straße „Rue Haute-Seille“ ein Seitenarm der Seille floss, der damals aus hygienischen Gründen zugeschüttet wurde. Das Viertel lag also, aus Sicht des Stadtzentrums aus, „jenseits der Seille“. Outre-Seille war als Insel zwischen dem Nebenarm und dem Hauptarm der Seille eingeschlossen und lag bis zum 13. Jahrhundert außerhalb der ummauerten Innenstadt. Das Viertel war eine ländlich geprägte Vorstadt des mittelalterlichen Metz. So erinnert noch der Straßenname „Rue du Champé“ an die Felder (Champ = Feld), die bis zum 13. Jahrhundert hier bewirtschaftet wurden. Erst mit dem Bau der neuen Stadtmauer wurde die Vorstadt Outre-Seille Teil von Metz.
Die „Rue des Allemands“ (Deutsche Straße) hat ihren Namen von dem dort seit Beginn des 13. Jahrhunderts gelegenen Hospitals der Deutschordensritter. Die Häuser der Straße weisen niedrige Dächer auf und sind aus gelbem Jaumont-Stein errichtet. Die Ursprünge zahlreicher Häuser der Straße liegen im Mittelalter. Die an der Straße gelegene St. Euchariuskirche (St. Eucaire) wurde urkundlich erstmals für das Jahr 942 erwähnt. Hier wird eine Reliquie des heiligen Blasius von Sebaste aufbewahrt, zu dessen Ehren an jedem 3. Februar eine Wallfahrt stattfindet, in deren Verlauf kleine Brote und Gebäck gesegnet und dann von den Gläubigen zur Verhinderung von Halsschmerzen verzehrt werden.
Neben der alten Römerstraße von Metz nach Mainz (Rue des Allemands) war das Viertel Outre-Seille ab der Porte Mazelle (Mazellentor) noch von der Rue Mazelle (Mazellenstraße) als Verkehrsachse durchzogen. Sie stellte die Verbindung zwischen Metz und Straßburg her. Die Mazellenstraße hat ihren Namen von der römischen Markthalle (Macellum = Markthalle), denn am Mazellenplatz fand seit der römischen Zeit bis in die Mitte des 20. Jahrhunderts der Metzer Viehmarkt statt. Das Viertel verfügte also über zwei stadtauswärtige Toranlagen, das Deutsche Tor sowie das Mazellentor, die beide über die Seille führten. Die Seille, ein rechter Zufluss der Mosel, fließt vom Salzland (Saulnois) 138 km lang bis nach Metz, wo sie am Teufelsturm (Tour du Diable) in die Mosel mündet. Auf dem Fluss, der vom 9. bis zum 16. Jahrhundert schiffbar war, wurde auf flachen Kähnen Salz aus dem Salzgau nach Metz transportiert und hier in den Salzgewölben der „Rue Saulnerie“ gelagert. Auch der Name der Seille geht auf das Wort Salz (franz. „sel“) zurück. Ebenso wurde das Wasser des Flusses von den Gerbern der „Rue des Tanneurs“ (Gerberstraße) genutzt, die darüber hinaus ihre übelriechenden Abfälle im Fluss entsorgten. Die Tierhäute hängte man in den Dachstühlen und Galerien der Gerberhäuser zum Trocknen auf. Die alten Gerberhäuser wurden in den 1980er Jahren durch Neubauten ersetzt, die die alte Architektur annähernd nachahmen. Darüber hinaus wurde die Seille auch zu Verteidigungszwecken genutzt. So konnte unter Zuhilfenahme von Wehren das umliegende Gebiet des Deutschen Tores unter Wasser gesetzt werden.
Das Viertel Outre-Seille war im Mittelalter von den Werkstätten und Wohnhäusern der Handwerker geprägt, später ließen sich hier die Arbeiter nieder. Im 20. Jahrhundert galt das Areal als soziales und hygienisches Problemviertel, sodass der Metzer Bürgermeister Raymond Mondon es in den 1960er Jahren, ähnlich wie zuvor das westlich gelegene Pontiffroy-Viertel auf dem jenseitigen Moselufer, komplett dem Erdboden gleichmachen wollte. Nur die historischen Kirchen sollten erhalten bleiben. Unter Bürgermeister Jean-Marie Rausch wurde das Viertel mit seiner dichten historischen Bebauung jedoch einer Generalsanierung unterzogen. Heute befinden sich im Viertel zahlreiche Antiquitätengeschäfte, Kunstschreinereien, Restauratorenwerstätten und Buchbindereien.
Die „Rue des Allemands“ verläuft vom Deutschen Tor zur „Place des Pareiges“. Der Platz hat seinen Namen von den Pareigen, den Patrizierfamilien der freien Reichsstadt Metz, die die Mitglieder des Stadtmagistrats stellten, der von 1234 bis 1552 die Reichsstadt regierte.

## Niederwall

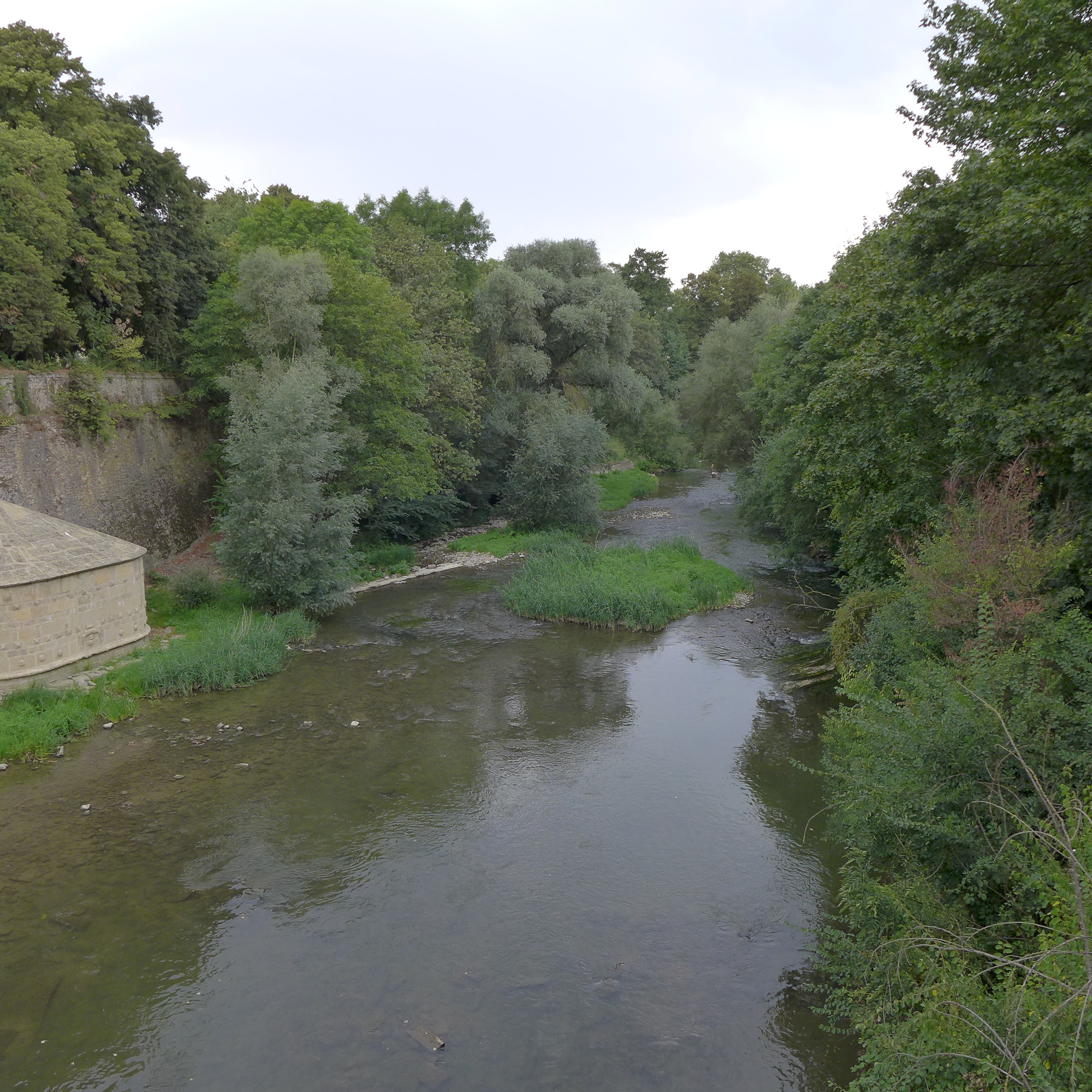
Metz, Deutsches Tor, Blick seilleabwärts, links die Kaponniere des Philippe Dex

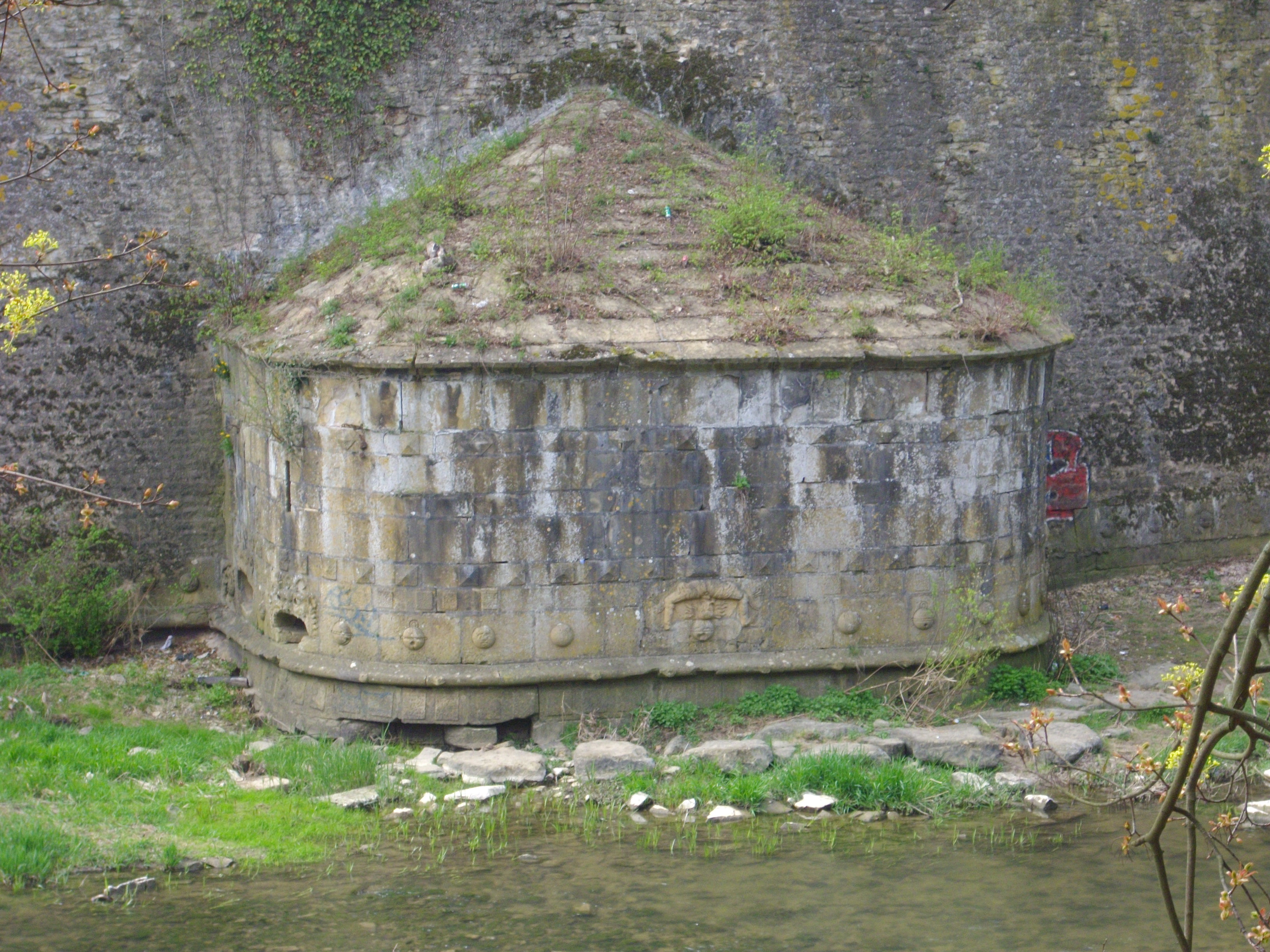
Metz, Kaponniere mit der Darstellung des Philippe Dex/d’Esch

Der Hauptstadtmauer ist ein Niederwall aus dem 16. Jahrhundert vorgelagert, der der Durchschlagskraft der damals modernen Kanonen standhalten sollte und den Beschuss des Feindes auf zwei unterschiedlichen Höhenebenen ermöglichte. Der Niederwall wurden in den Jahren 1526 bis 1530 unter der Ägide des Patriziers Philippe d’Esch/Philippe Dex/Philippe Desch zum Teil auf Pfeilern errichtet und besteht aus drei langen, geradlinigen Abschnitten. Dabei ist die „Tour d’Esch“ an einem stumpfen Winkel angebaut, um den Angreifer an der Sohle des Befestigungsgrabens mit zwei Geschützständen beschießen zu können. Der nach italienischen Vorbildern reich verzierte Turm wurde im Jahr 1527 etwa 30 m vor dem Deutschen Tor errichtet. Am Sockel befinden sich Schellen, Mondgesichter und Diamantquader im Wechsel. Der Artillerieturm war ursprünglich von einer janusköpfigen Büste von Philipp von Esch bekrönt. Die Schießscharten des Eschturmes sind als Monstergesichter und Teufelsfratzen gestaltet. Darüber gibt es kleine Öffnungen für die Belüftung des Inneren sowie weitere Schießscharten.
Die reich mit Flachreliefs verzierte Kaponniere zeigt unter anderem ihren Auftraggeber Philippe Dex, den damaligen Mauerverwalter und Verantwortlichen für die Instandhaltung der Befestigungsanlagen der Stadt Metz. Der Befehlshaber des Deutschen Tores ließ sich dabei zur Verhöhnung der Feinde mit herabgelassener Hose darstellen. Er streckt seinen grimassenschneidenden Kopf zwischen den Beinen hindurch und zeigt dem Betrachter seine herabhängenden Geschlechtsteile sowie seinen offenen Anus. Der Niederwall verstärkte die im 13. Jahrhundert errichtete Stadtmauer und ergänzte das System der Wehranlagen der Stadt. Im Angriffsfall boten sich nun den städtischen Verteidigern zwei Schussfelder. Am heutigen Boulevard Maginot verband ein nicht mehr existierende Turm (Zinnkesselmacherturm, Tour des Potiers d´étain) Ende des 14. Jahrhunderts die Stadtmauer aus dem 13. Jahrhundert und denjenigen Mauerteil miteinander, der im 14. Jahrhundert zum Schutz des Viertels La Grève nachträglich errichtet worden war.

## Befestigung des Viertels La Grève

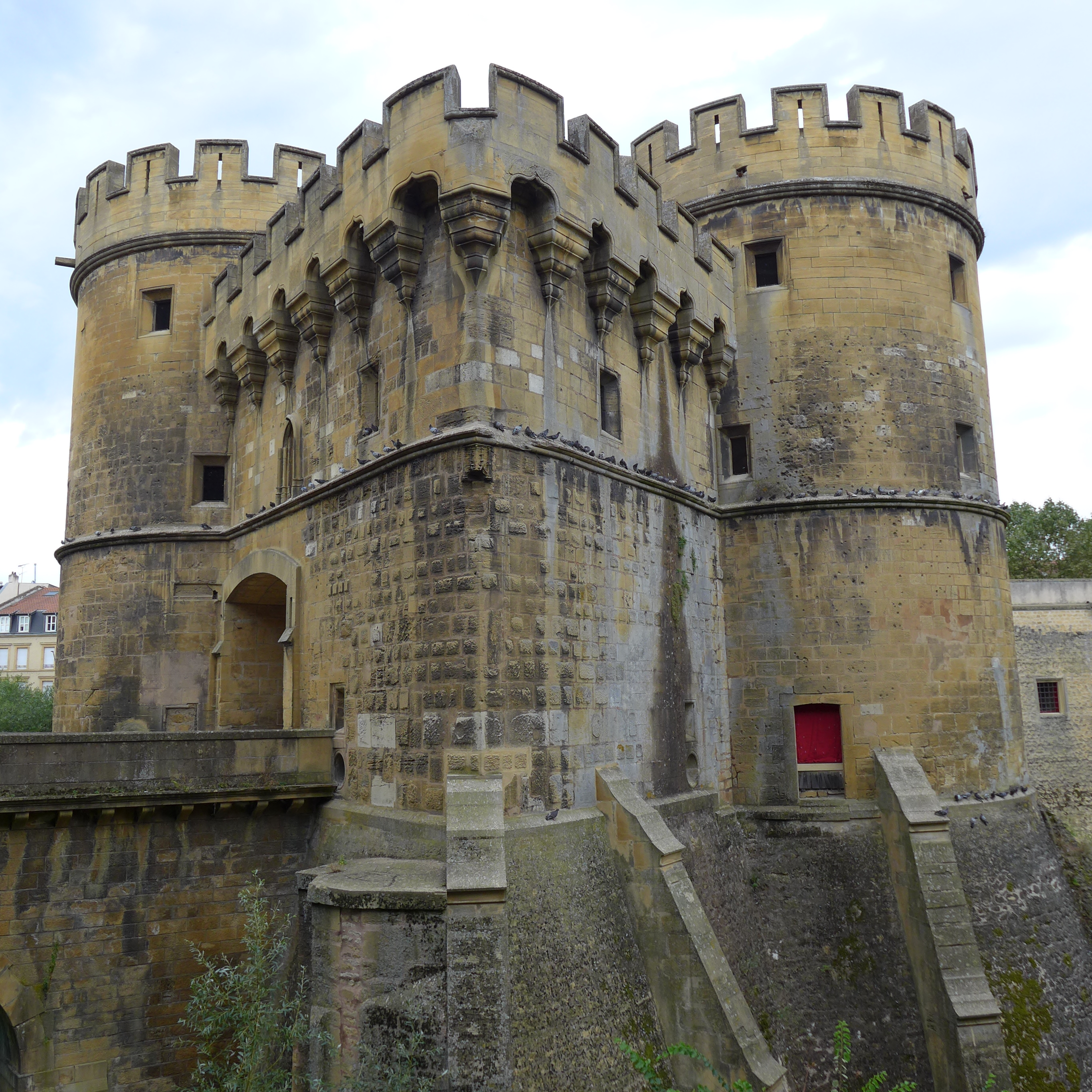
Deutsches Tor, Feldseite

Der zunächst völlig unbefestigte Bereich am Zusammenfluss der beiden Seillearme, „La Grève“ (Stadenviertel), wurde am Ende des 14. Jahrhunderts von einer Mauer umschlossen. Vermutlich ergänzte im Mittelalter ein Holzgerüst dieses Verteidigungssystem, von dem aus die Metzer Soldaten Pfeile und Wurfgeschosse auf die Angreifer unter ihnen abschießen bzw. werfen konnten. In nördlicher Richtung erhebt sich am Mauerwinkel der Turm „Tour des Esprits“ (Geisterturm) oder „Tour des Barbiers et Tour des Chandeliers de Cire“ (Bader- und Kerzenzieherturm). Er wurde im Jahr 1944 bei der Eroberung der Stadt stark beschädigt, sodass man im Obergeschoss seines Inneren ein Kreuzrippengewölbe und einen Kamin sehen kann. Hier wärmte sich die Turmwache an kalten Tagen. Der Turm zeigt mit seinen Kanonenscharten die Anpassung der Verteidigungsanlagen an die technische Entwicklung der Feuerwaffen und diente zur Verteidigung der beiden angrenzenden Wassertore der Seille. Die Reste der Brücke „Pont des Grilles de la Basse-Seille“ (Gitterbrücke an der unteren Seille) erinnern noch an den Verlauf der Seille, die hier bis zum Jahr 1904 floss und anschließend zugeschüttet wurde. Die Brücke führte ursprünglich als Wassertor der Seille in einer Höhe von 13 m über den Fluss. Heute sind nach der Auffüllung des Flussbettes noch 6 m sichtbar und es fehlen die ehemals hohen Aufbauten sowie die Gitter. In den 1930er Jahren wurden die Innenmauern der Gittertore abgetragen. Die Steinblöcke der beiden Gewölbe sind mit zahlreichen Steinmetzzeichen versehen, mit denen die mittelalterlichen Handwerker ihre Steine markierten.
Vor der seit dem Ende des Mittelalters vermauerten „Porte en Chandeleirue“ (Kesselschmiedetor) verstärkt ein Mauerteil des einst 200 m langen Niederwalls die Hauptmauer, die hier von den sogenannten Stadttürmen (Tours de la Cité) verstärkt wird. Deren Namen erinnern daran, dass im Mittelalter die Metzer Stadtverwaltung für deren Unterhalt verantwortlich war. Die Stadtmauer, die am Ende des 12. Jahrhunderts am Zusammenfluss von Seille und Mosel zum Schutz eines dicht bebauten Viertels angelegt wurde, ist durch die Aufschüttung des Gebietes ab dem Jahr 1906 um 6 m in ihrer Höhe verkürzt. Der Niederwall, der noch um die Mitte des 19. Jahrhunderts erneuert worden war, ist durch die Anlage einer Promenade in den 1980er Jahren fast nicht mehr sichtbar.
Unmittelbar vor dem Durchbruch, der im Zwischenwall für die Hauptverkehrsstraße Metz-Ost geschaffen wurde, erhebt sich an der Stadtmauer die gotische Bogenkonstruktion der „Tour des Chandeliers“ (Kerzenmacherturm) aus dem 14. Jahrhundert. Die kaminartige Konstruktion stellt das Überbleibsel eines Mauerturmes dar, auf dem ein Wehrgang auflag. Hier konnte man durch eine verdeckte Wurföffnung den Angreifer in Bedrängnis bringen. Der Turm diente auch der Verteidigung eines verdeckten Ausgangs in der Befestigungsmauer. Durch die Aufschüttungen des Gebietes zu Beginn des 20. Jahrhunderts ist der Kerzenmacherturm in seiner Höhe stark verkürzt.

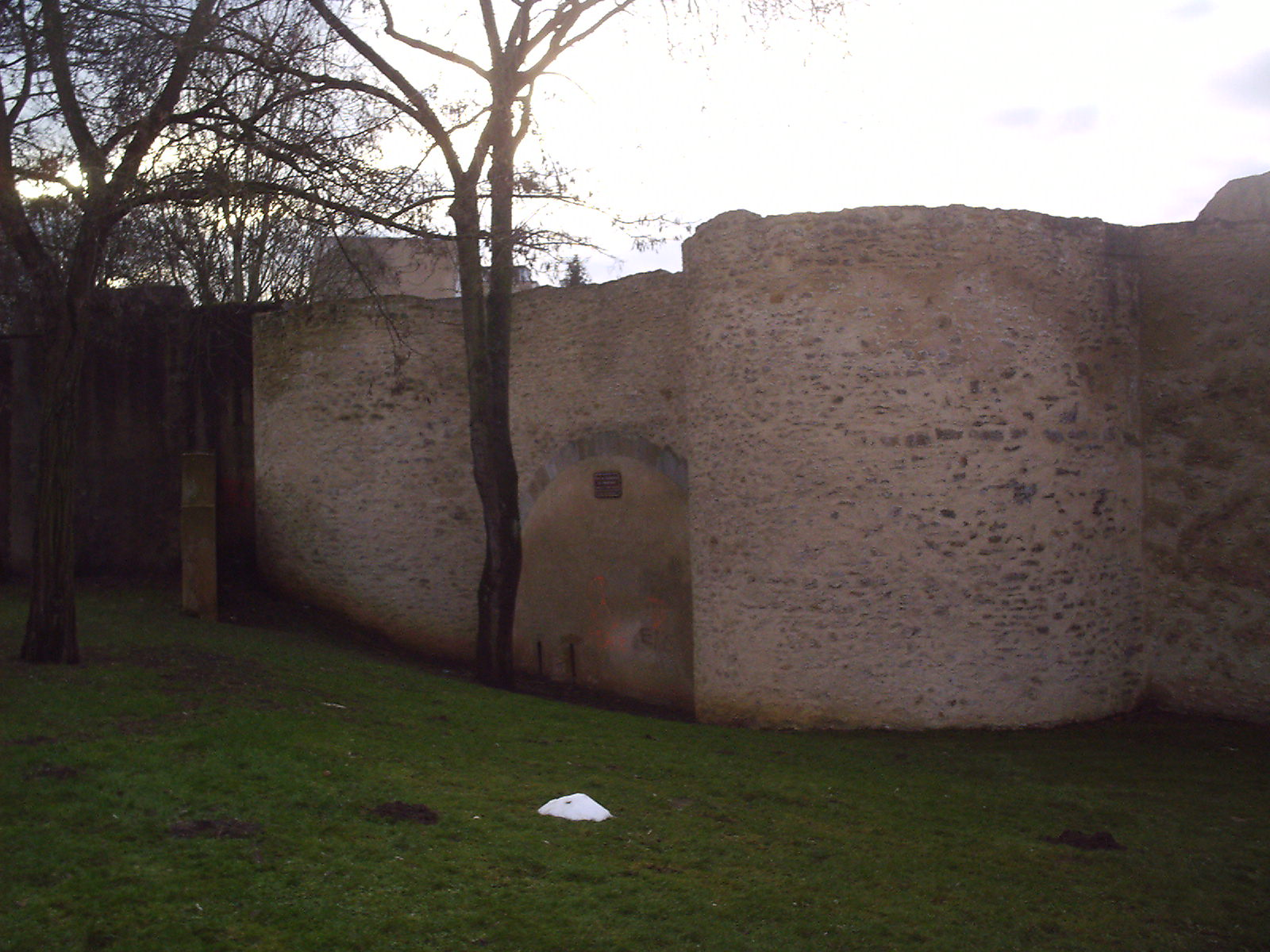
Das vermauerte und teilweise aufgeschüttete Kesselschmiedetor (Porte en Chandeleirue)
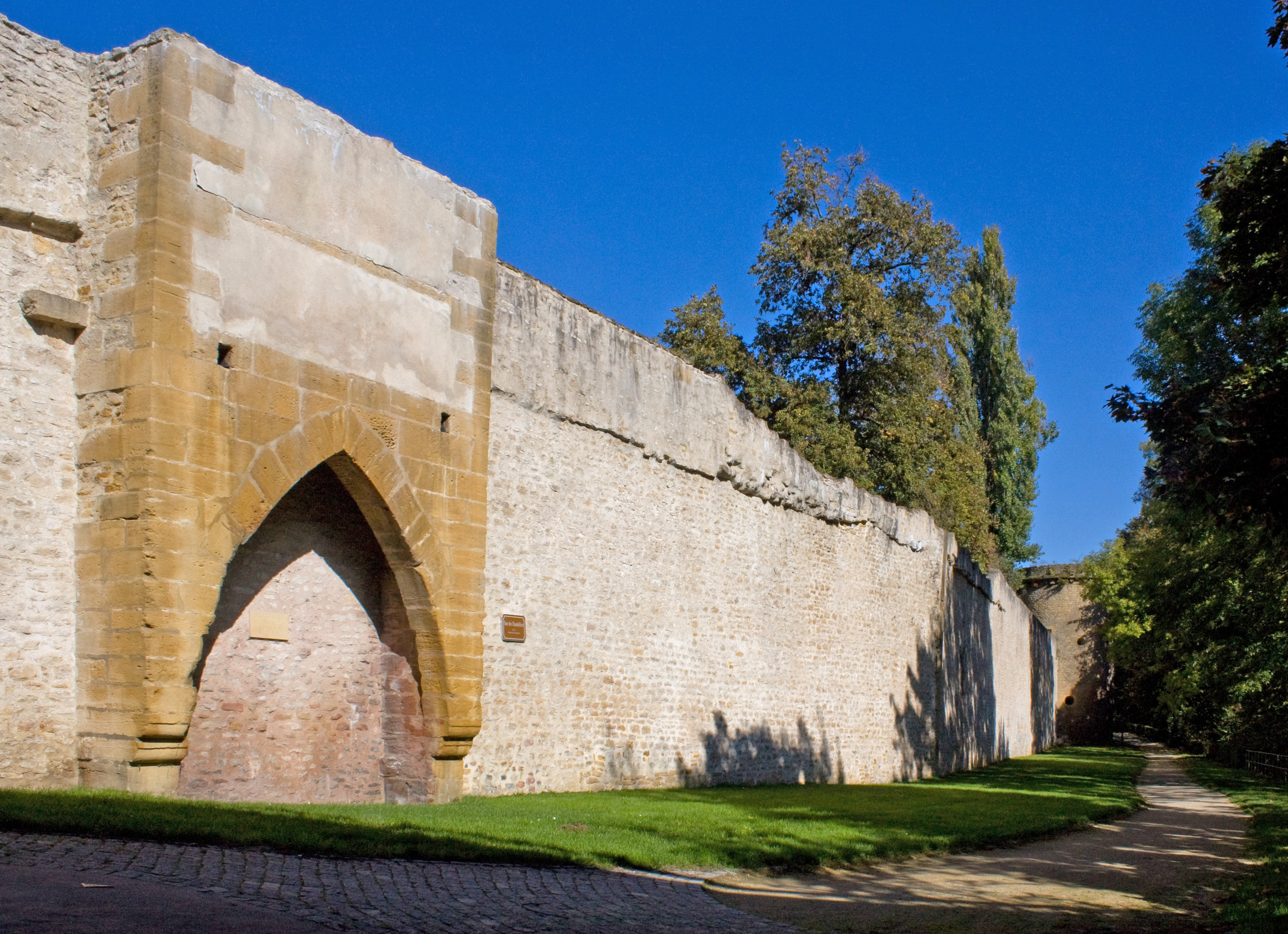
Reste der „Tour des Chandeliers“ (Kerzenmacherturm)
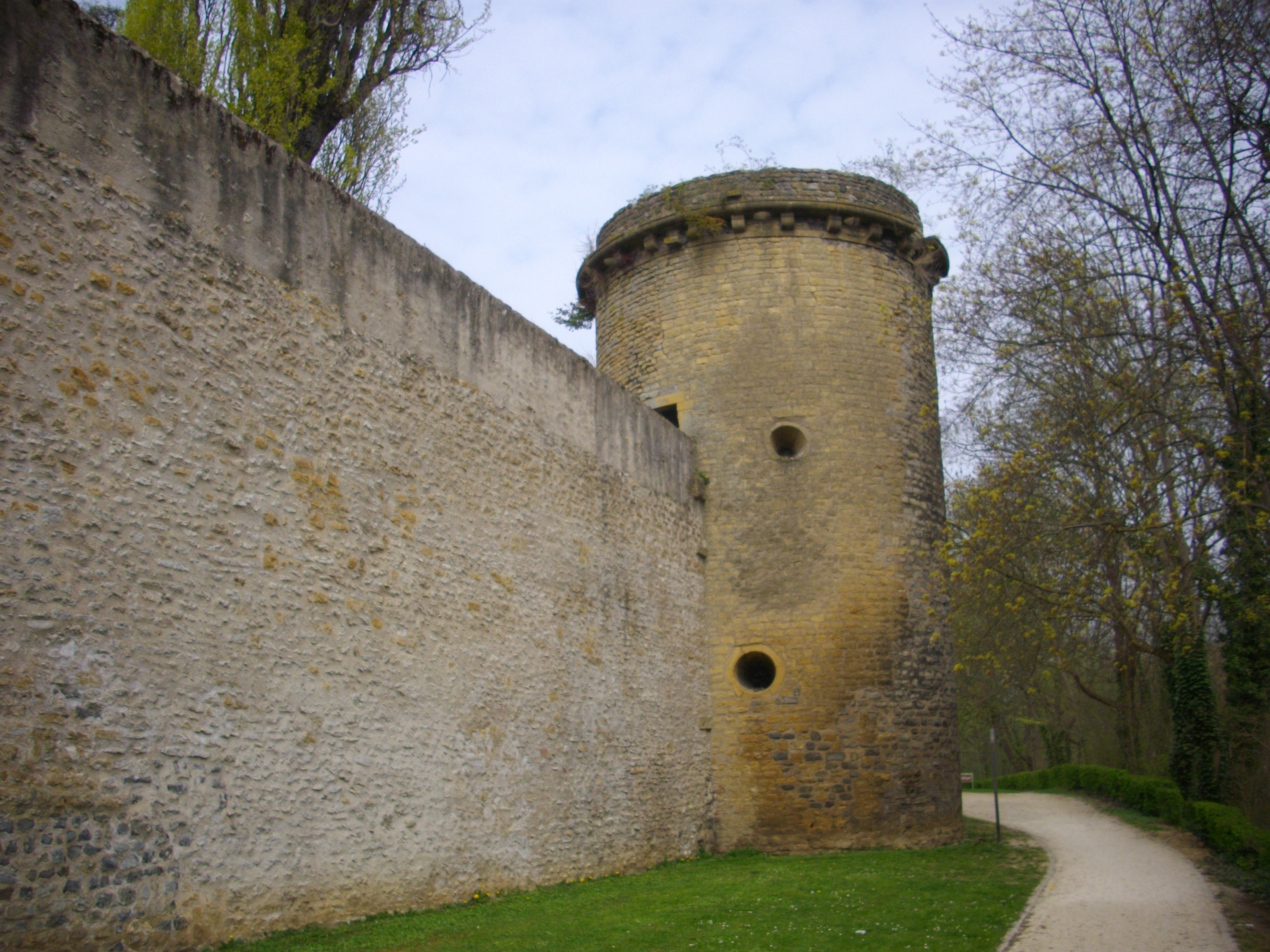
Stadtmauer mit Geisterturm
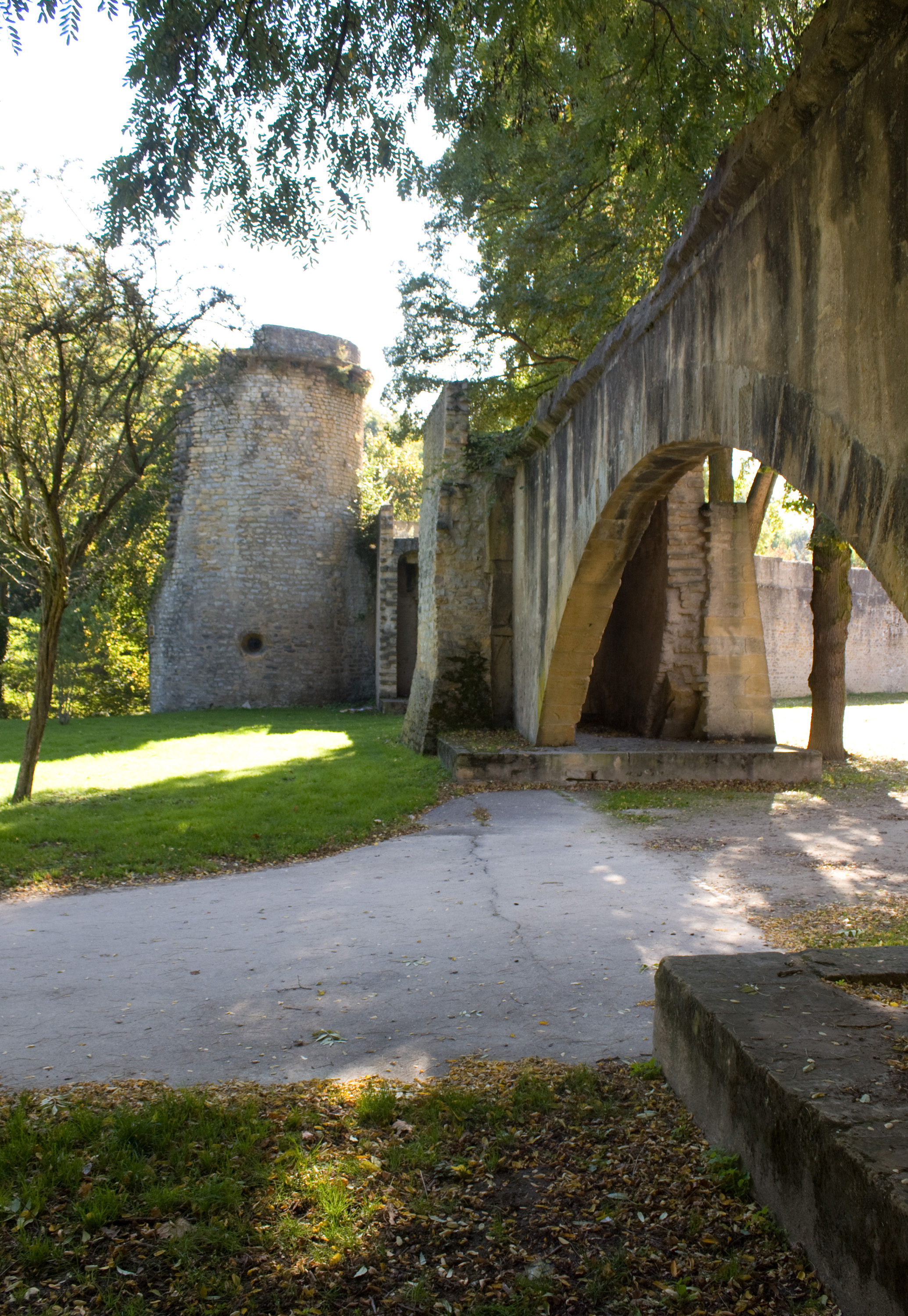
Der Geisterturm
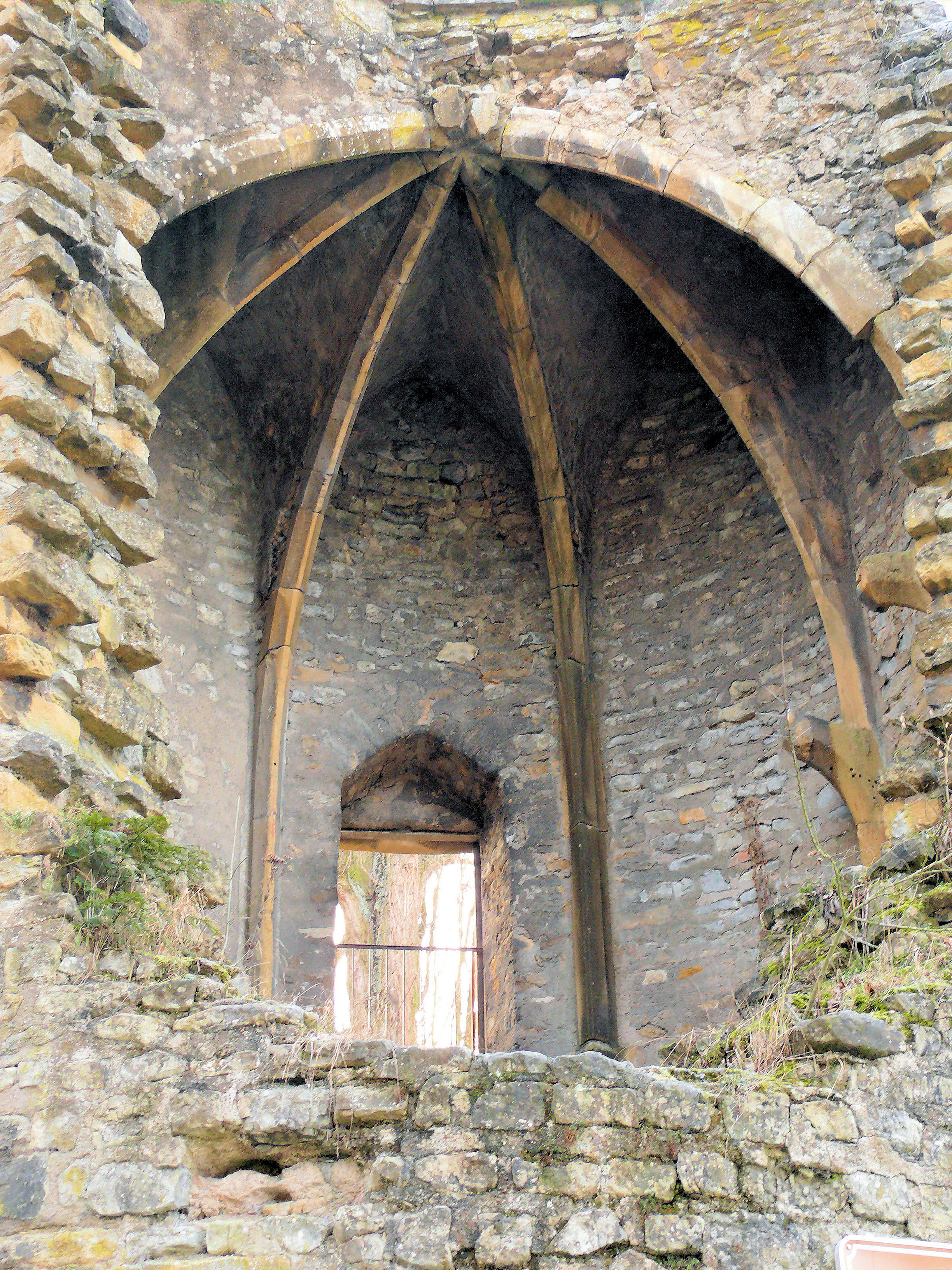
Die durch Beschuss während des Zweiten Weltkrieges im Jahr 1944 aufgerissene Wachstube des Geisterturmes
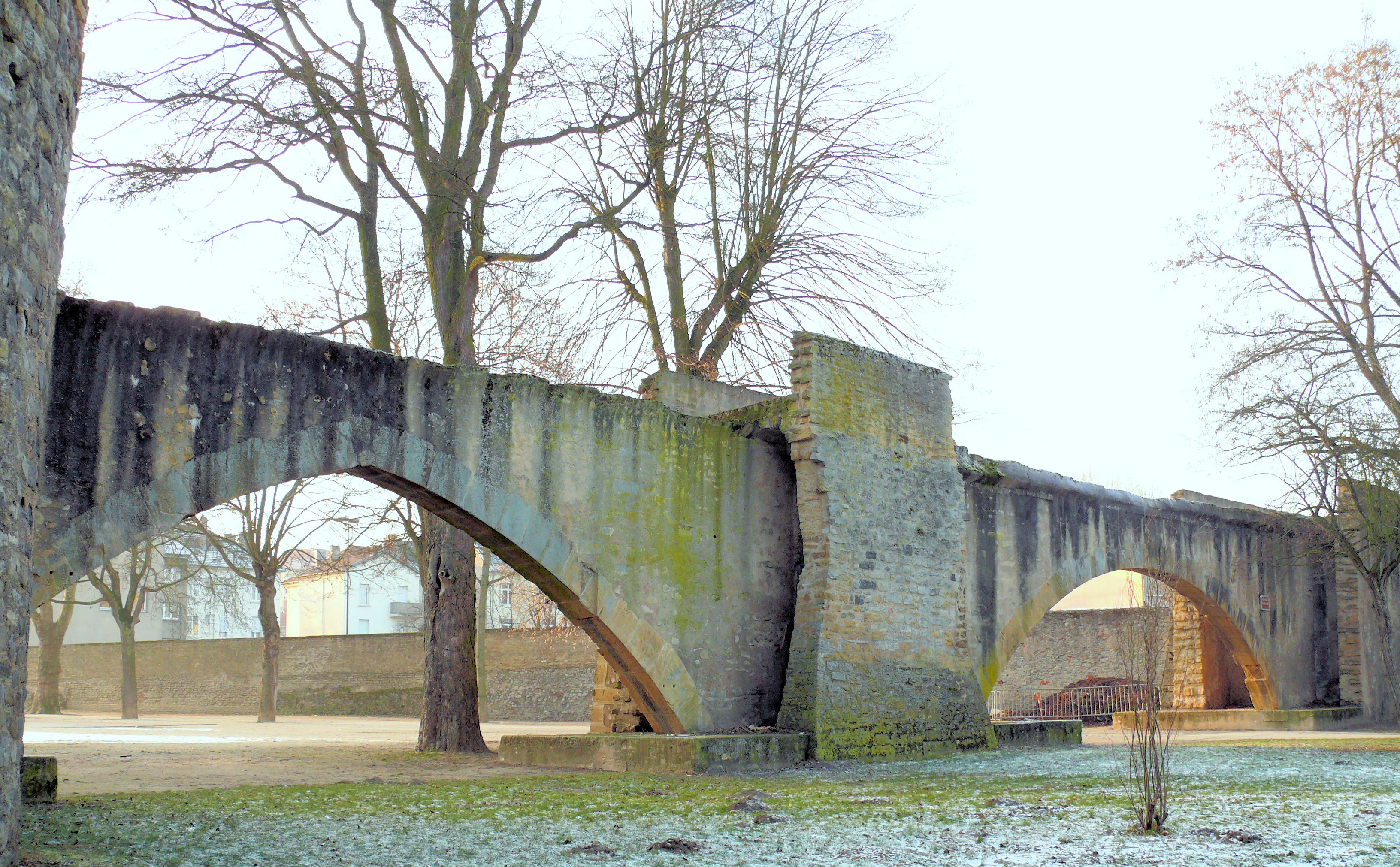
Ehemaliges Wassertor „Pont des Grilles de la Basse-Seille“  (Gitterbrücken an der unteren Seille)

## Befestigungsabschnitt „Porte Sainte-Barbe“
Seilleabwärts befand sich nach den drei Stadttürmen die große Porte Sainte-Barbe (St. Barbarator) mit Flussbrücke und wuchtigem Vortor auf einer Flussinsel. Vom quaderförmigen Vortor, das Ende des 14. Jahrhunderts errichtet worden war, führte eine Holzbrücke zum jenseitigen Flussufer. Die Bauzeit der gesamten Toranlage erstreckte sich auf das 13. bis 15. Jahrhundert. Über der turmflankierten Tordurchfahrt des Barbaratores war das Stadtmotto der Freien Reichsstadt Metz eingemeißelt: „Si nous avons paix dedans, nous avons paix dehors“ („Wenn wir Frieden im Inneren haben, werden wir auch draußen Frieden haben.“). Die Inschrift, die sich aktuell im Metzer Stadtmuseum Cour d’Or befindet, entstand im Zusammenhang mit einem mittelalterlichen Volksaufstand. In den Jahren 1324 bis 1326 war es zu einem Konflikt der Stadtregierung, den Paraiges (von lat. „Parentela“ bzw. „Paragium“: Sippe), mit dem Grafen von Luxemburg, Johann von Böhmen, dem Erzbischof von Trier, Balduin von Luxemburg, dem Grafen von Bar, Eduard I., sowie dem Herzog von Lothringen, Friedrich IV., gekommen. Der sogenannte „Krieg der vier Herren“ konnte zwar am 3. März 1326 vertraglich beendet werden, doch brach infolge der verheerenden wirtschaftlichen Situation im August 1326 ein Volksaufstand aus, bei dem die patrizische Oberschicht der Freien Reichsstadt Metz vertrieben wurde. Diese belagerten daraufhin die Stadt und konnten durch Aushungerung die Restitution der alten Machtverhältnisse erzwingen. Zu weiteren Aufständen in der Stadt kam es in den Jahren 1347, 1356 sowie in den Jahren 1405/1406. Die Anführer der Revolten wurden jeweils von der Metzer Stadtoligarchie verbannt oder ertränkt. Die demonstrativ über dem Barbarator angebrachte Inschrift, sollte jeden Stadtbürger zur Raison rufen und zur Akzeptanz der Machtverhältnisse führen.
Das Stadttor und seine unmittelbare Umgebung wurden im Jahr 1904 zu Gunsten des Baues der Eisenbahnlinie Metz-Diedenhofen/Thionville abgerissen und zu Beginn des 20. Jahrhunderts durch den „Pont Sainte-Barbe“ (St. Barbarabrücke) ersetzt. Dadurch klafft in der Stadtmauer seitdem eine Lücke von 150 m. Im Jahr 1980 baute man in die erhaltene Stadtmauer die sogenannte „Porte de la Madeleine“ (Magdalenentor) ein. Das klassizistische Tor gehörte zu einem Gefängnis, das nach der Französischen Revolution gegenüber der Martinskirche eingerichtet worden war.

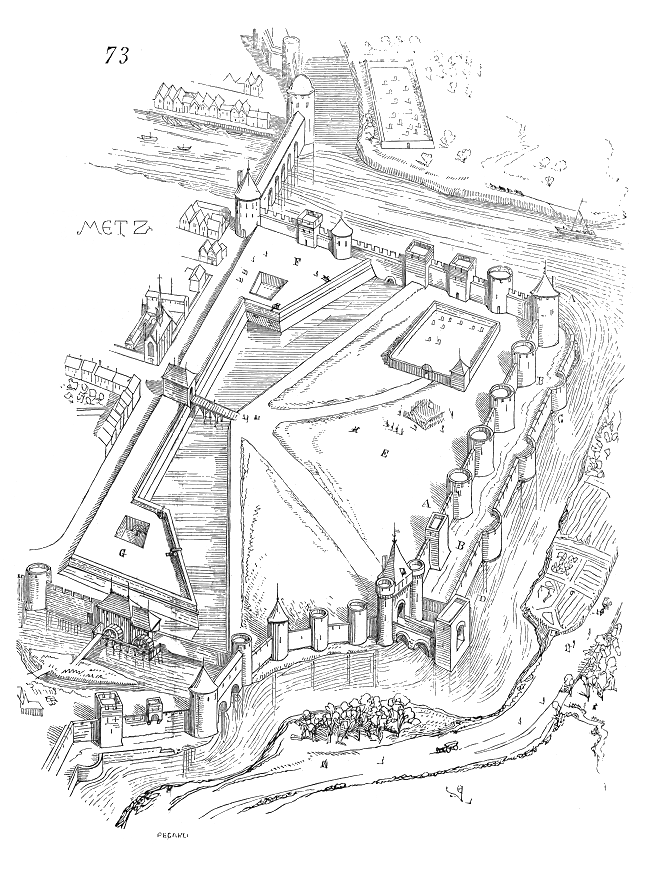
Rekonstruktion des Befestigungsabschnittes des Zusammenflusses der beiden Seillearme über das Barbarator hin zur Mündung der Seille in die Mosel
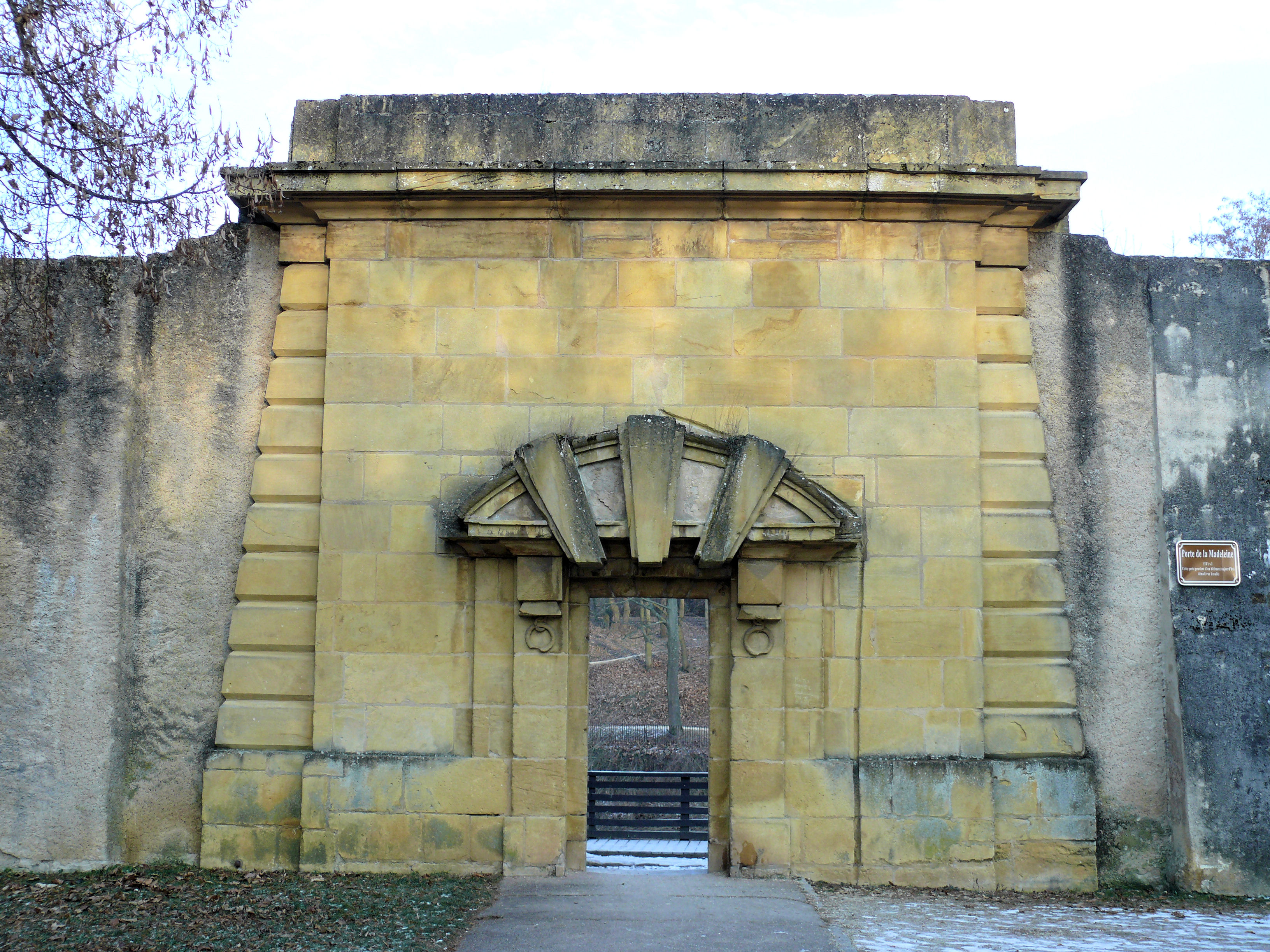
Magdalenentor

## Befestigungsabschnitt Seillemündung

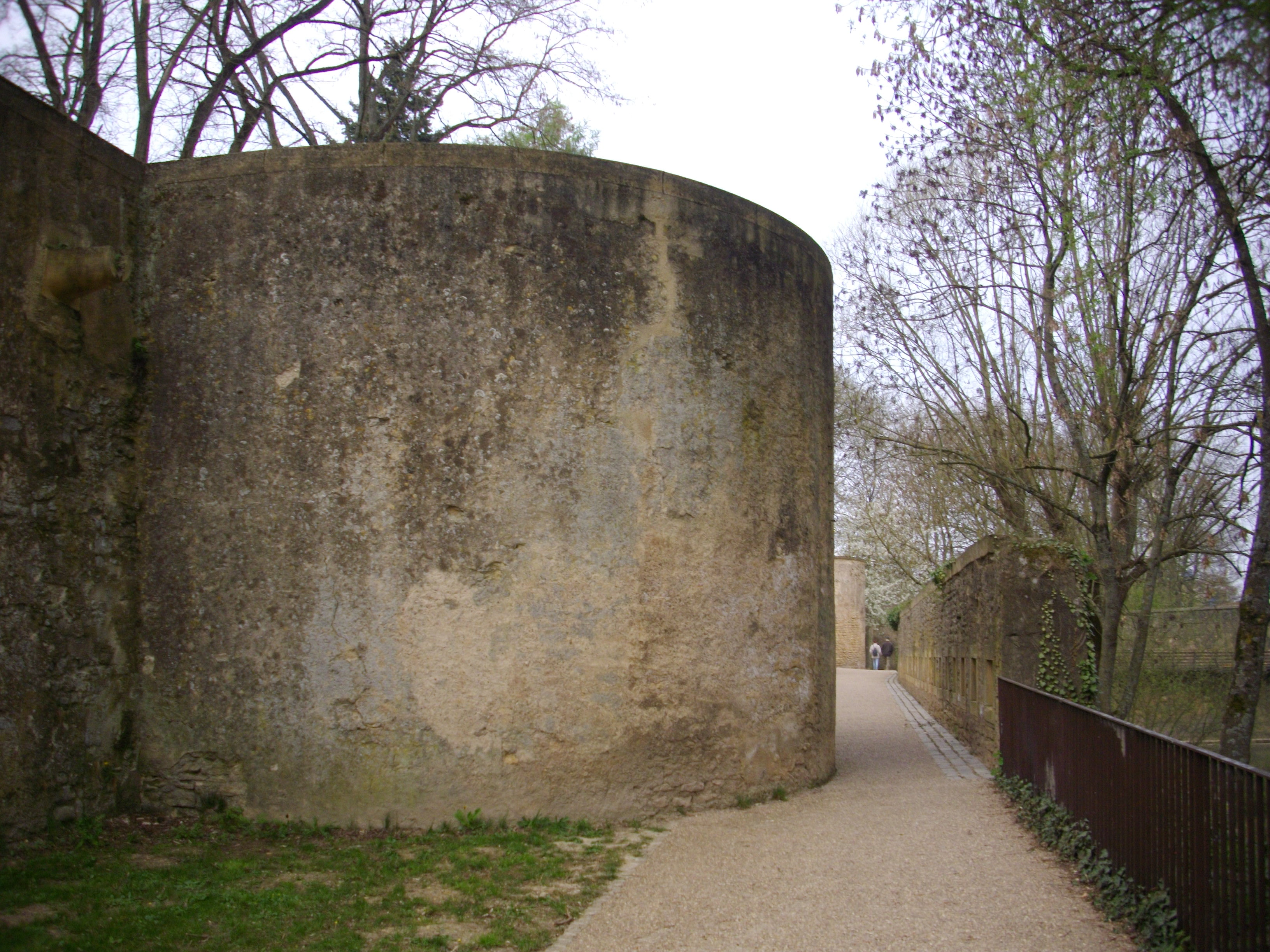
Schneiderturm
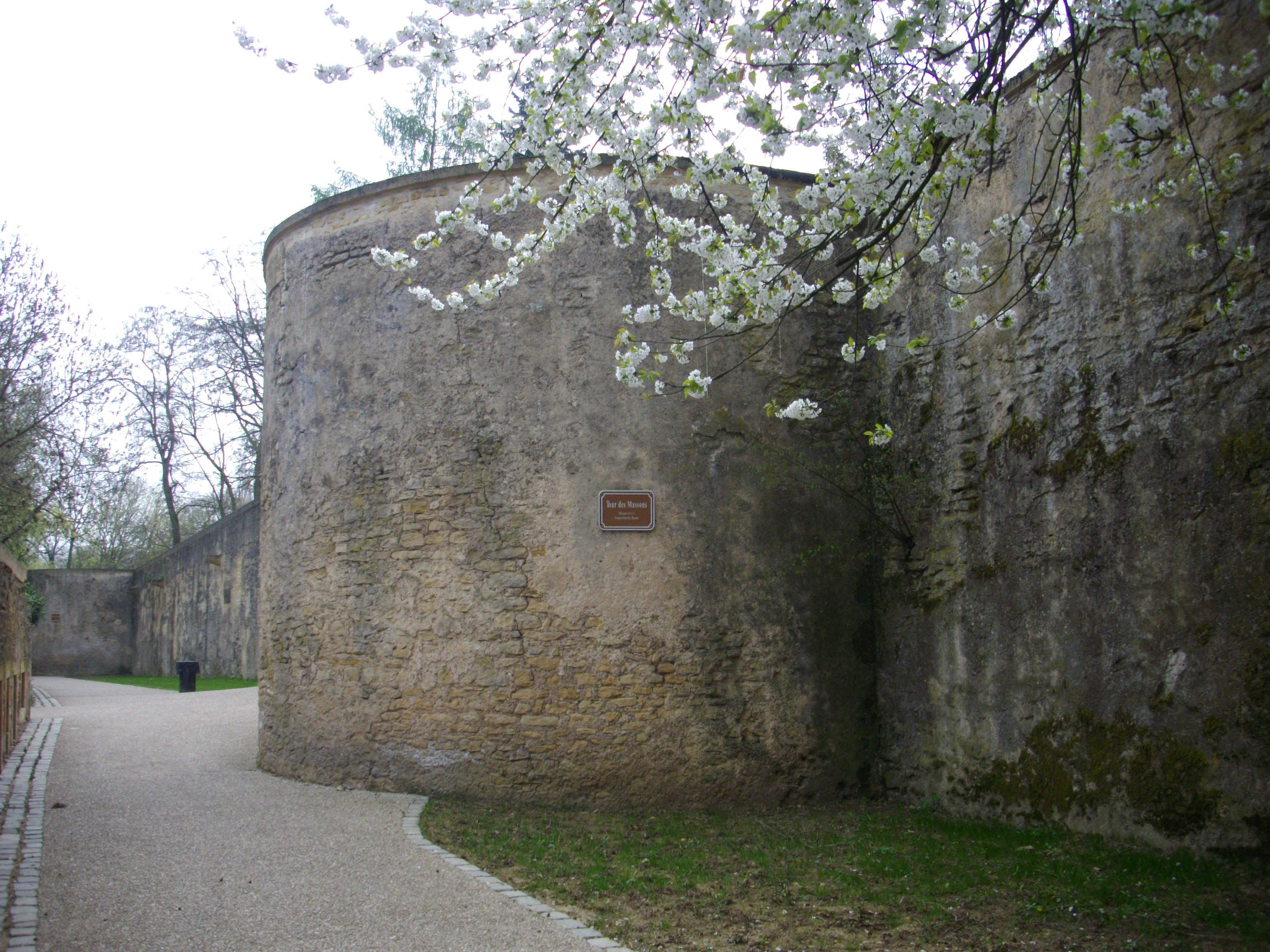
Maurerturm
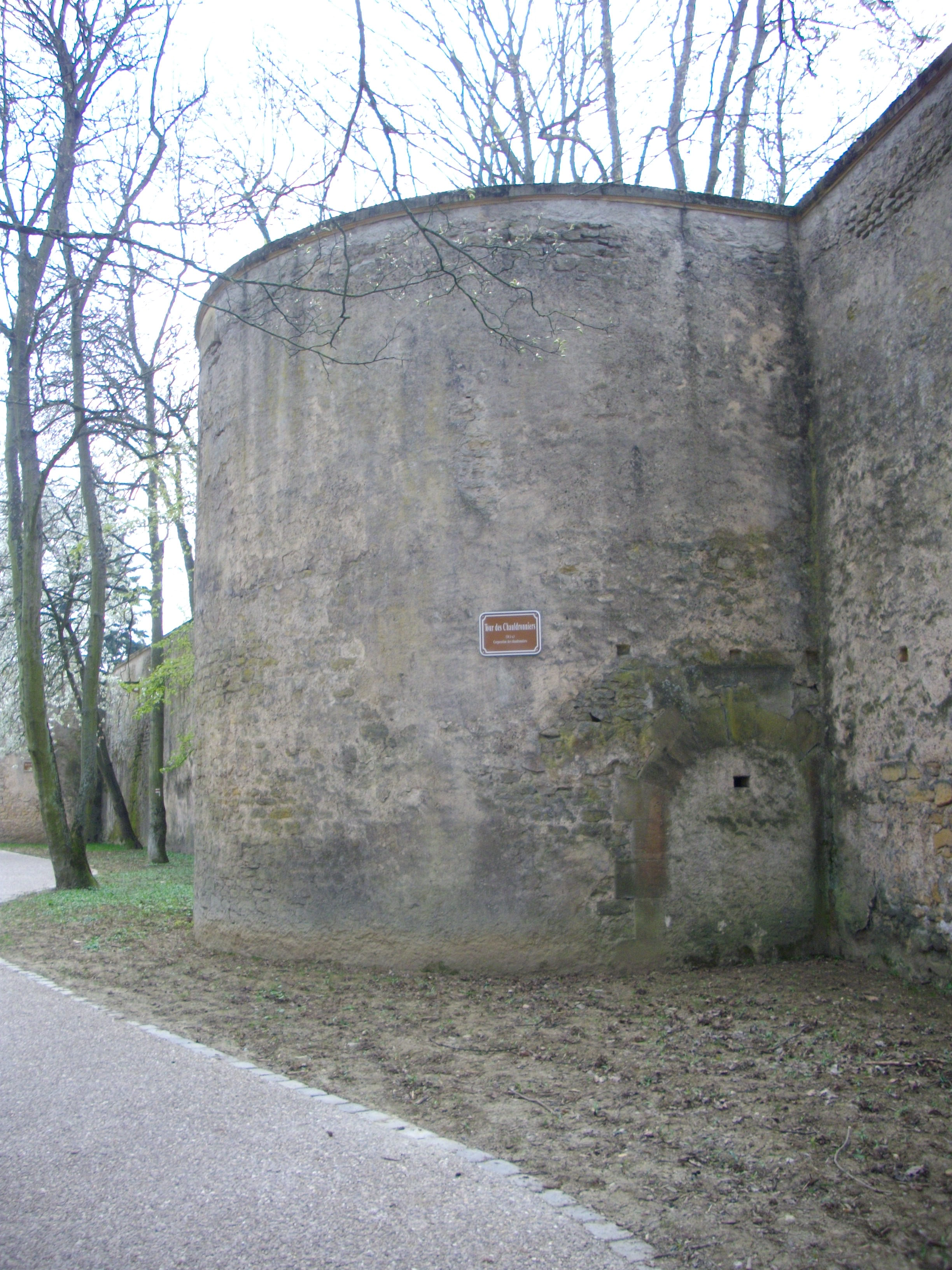
Kupferschmiedeturm
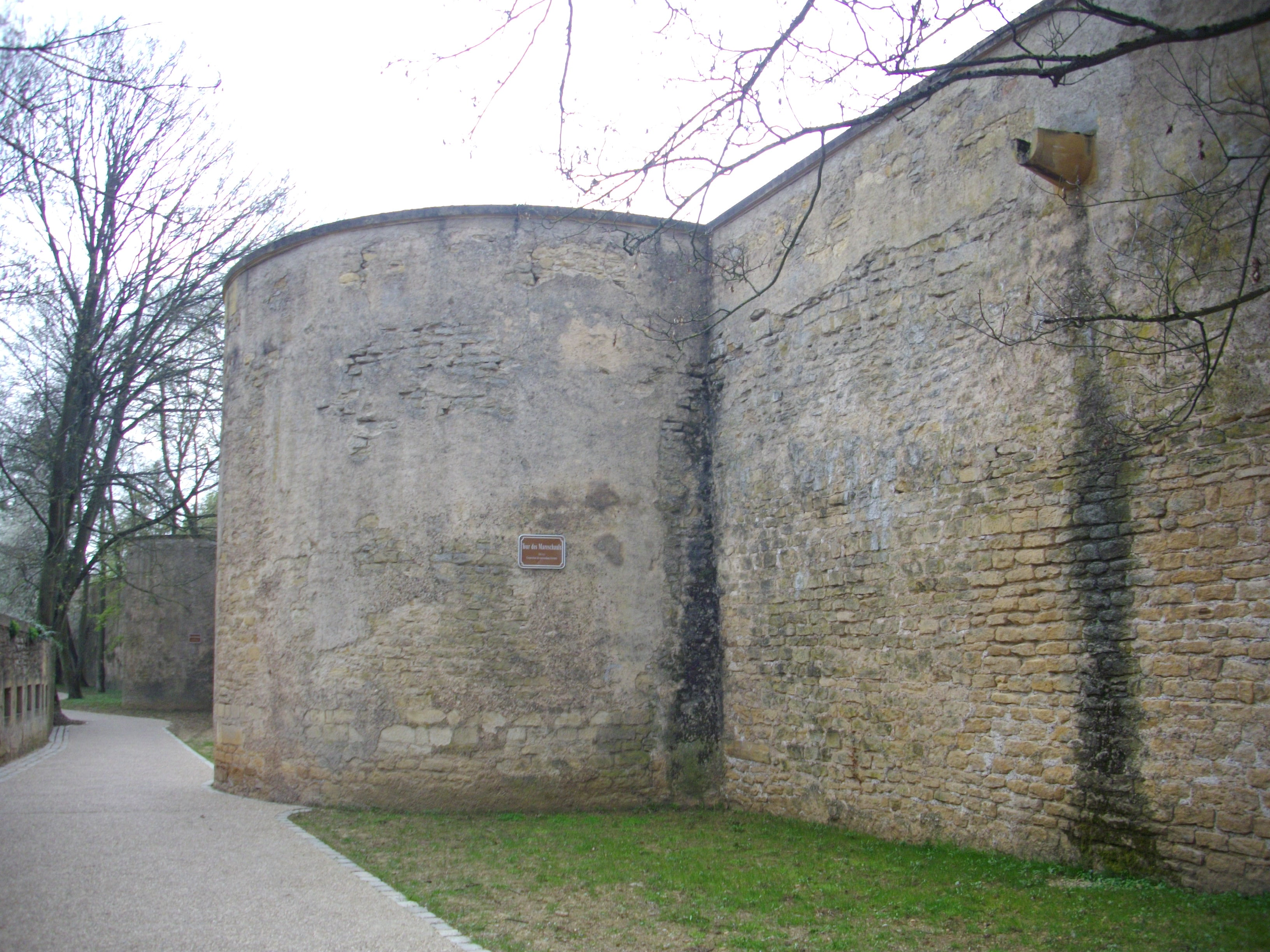
Stallmeisterturm
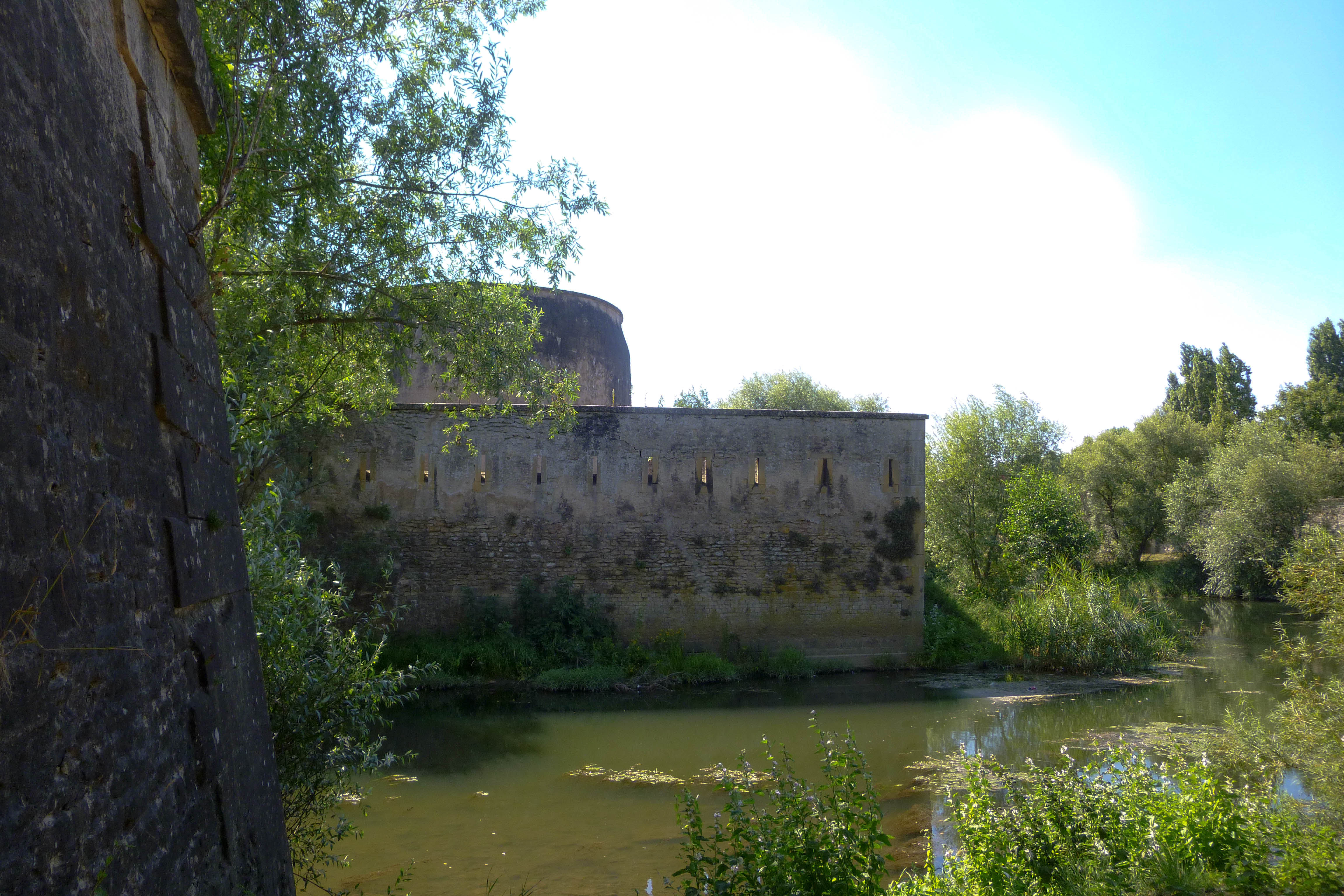
Teufelsturm an der Mündung der Seille in die Mosel

Der Befestigungsabschnitt im Dreieck der Mündung der Seille in die Mosel führt zu einer Reihe von Türmen, die von den verschiedenen Zünften der Stadt Metz unterhalten worden waren, wie dem Schneiderturm (Tour des Tailleurs), dem Maurerturm (Tour des Massons), dem Kupferschmiedeturm (Tour des Chauldronniers) sowie dem Stallmeisterturm (Tour des Maréchaux). An der Mündung der Seille in den rechten Moselarm erhebt sich der Teufelsturm. Er wird auch „Verfluchter Turm“ (Tour Maudite) genannt und war in die Zuständigkeit der Zunft der Geldwechsler gestellt. Der Tum ist über 10 m dick und verfügte ursprünglich über drei Kasematten, von denen seit dem Jahr 1723 nur die untere mit ihren drei Schießscharten erhalten ist.
Moselaufwärts schließen sich weitere Stadtmauertürme an.

Verschiedene Ansichten des Deutschen Tores
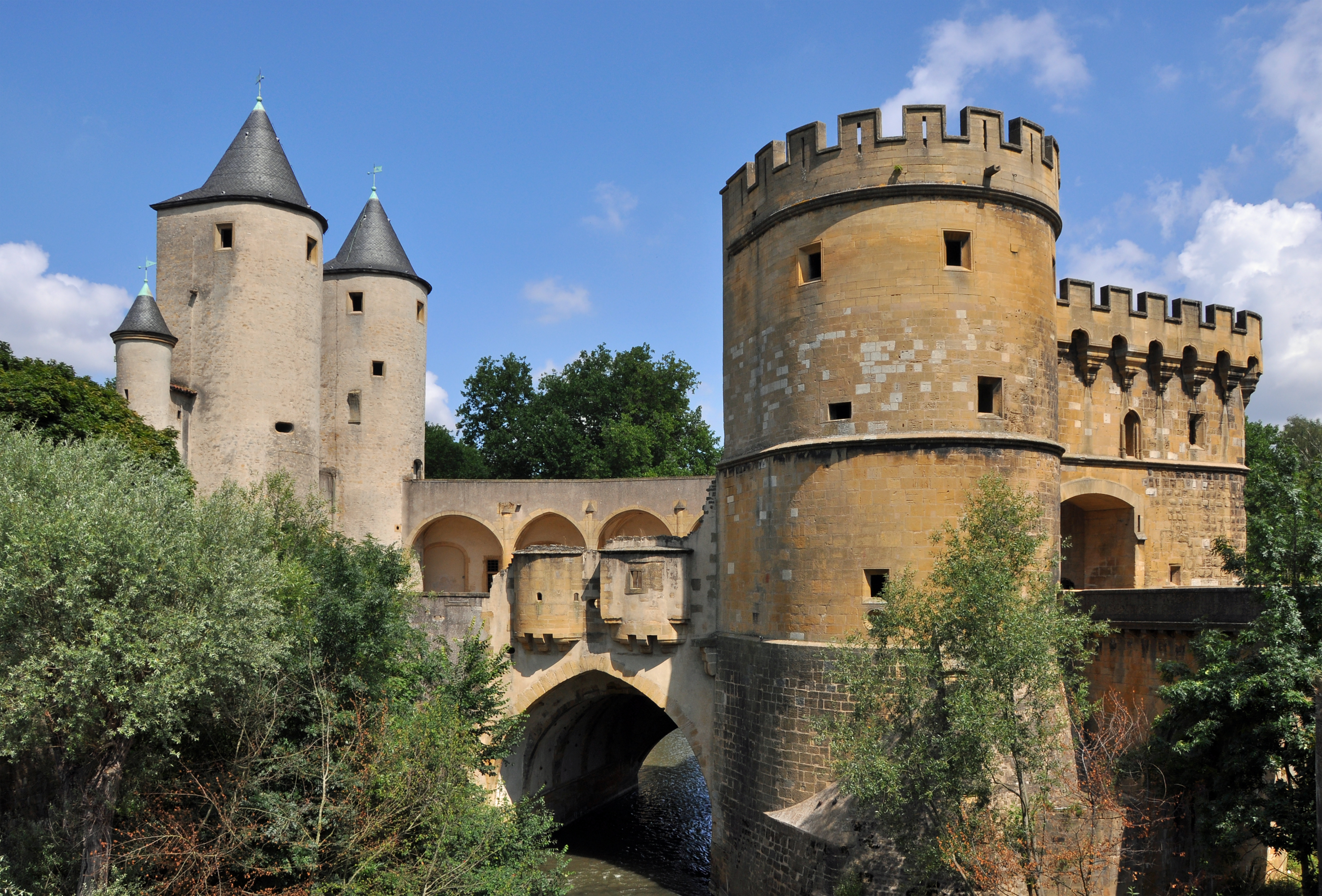
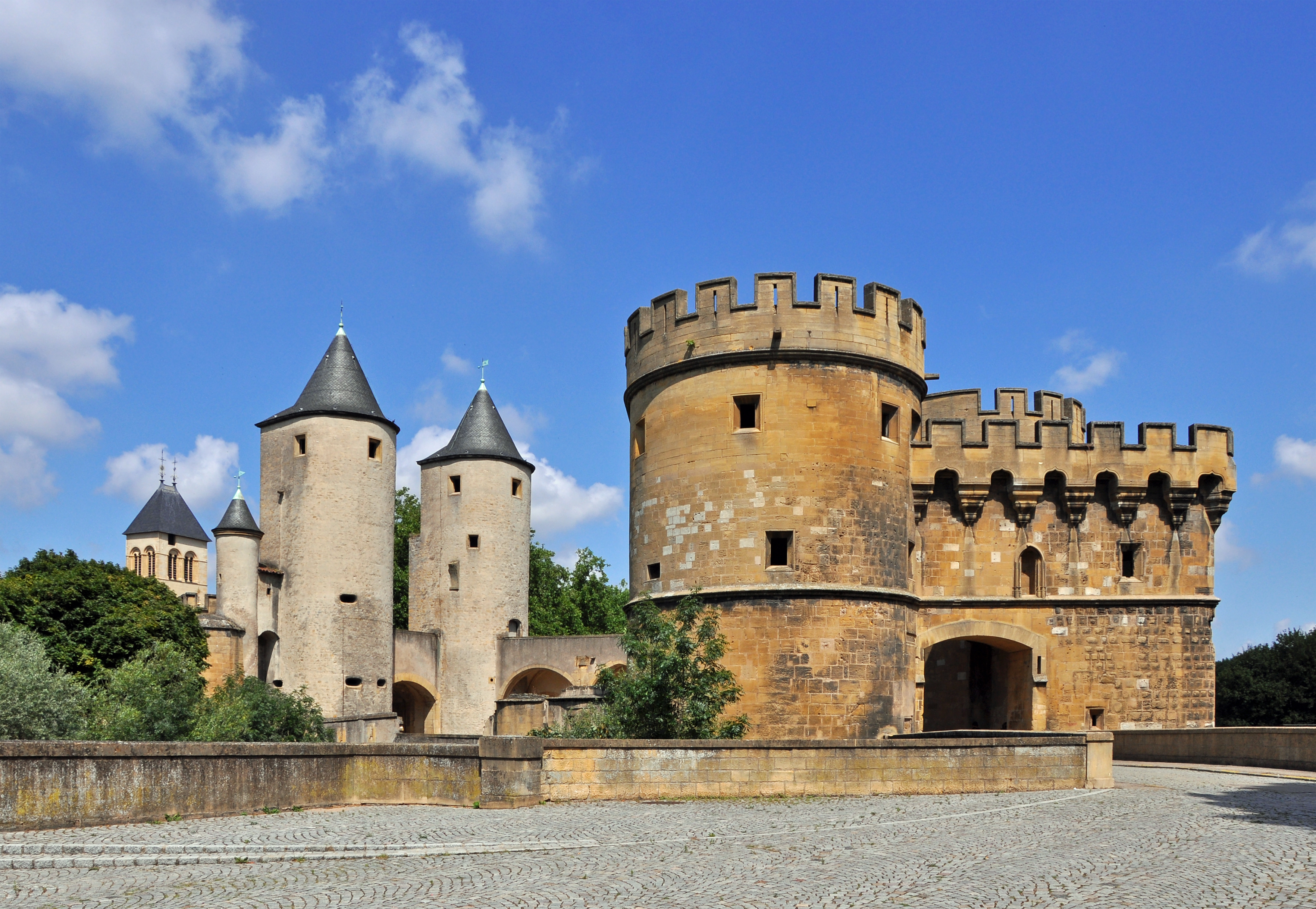
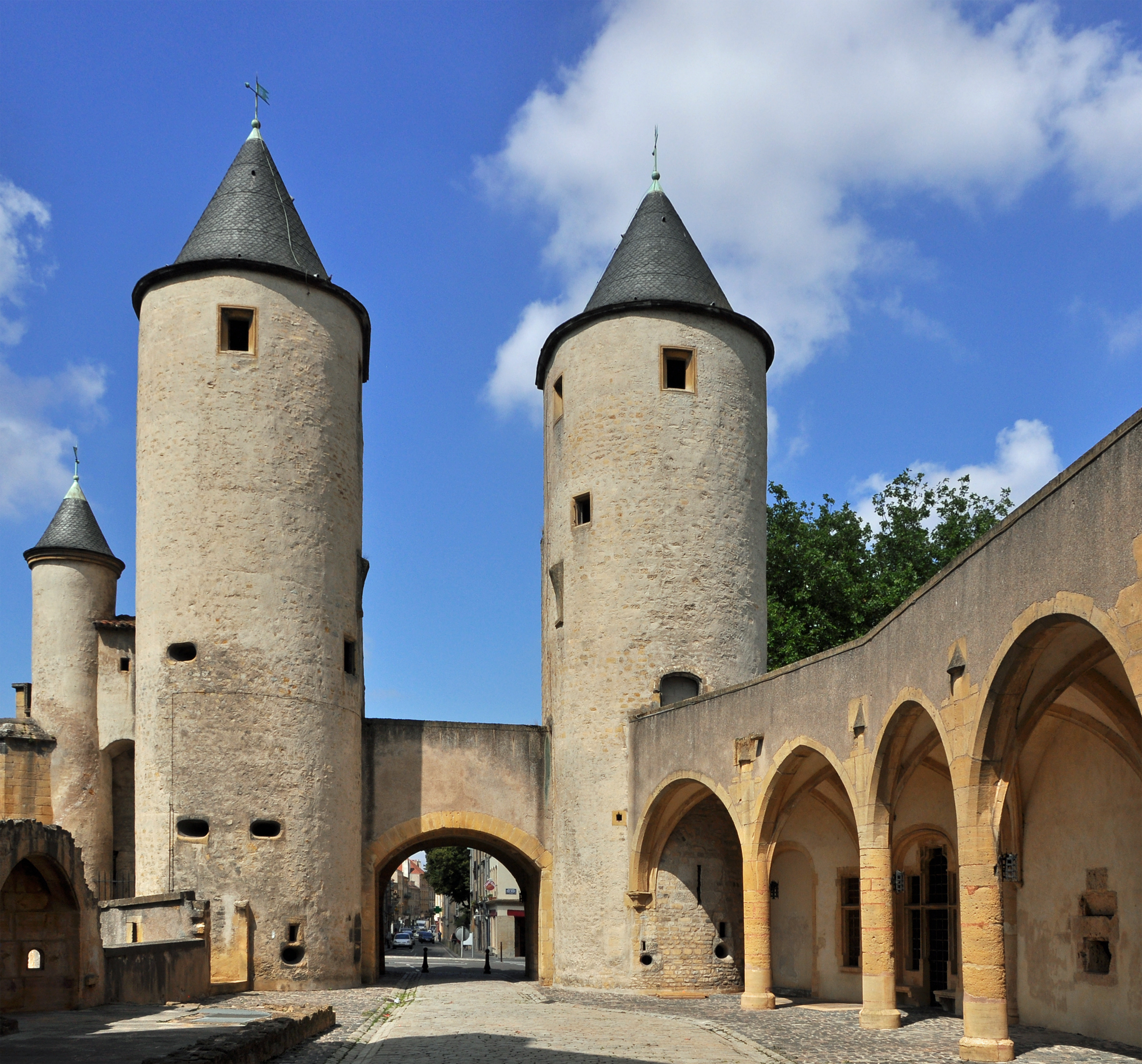

## Befestigung Bellecroix

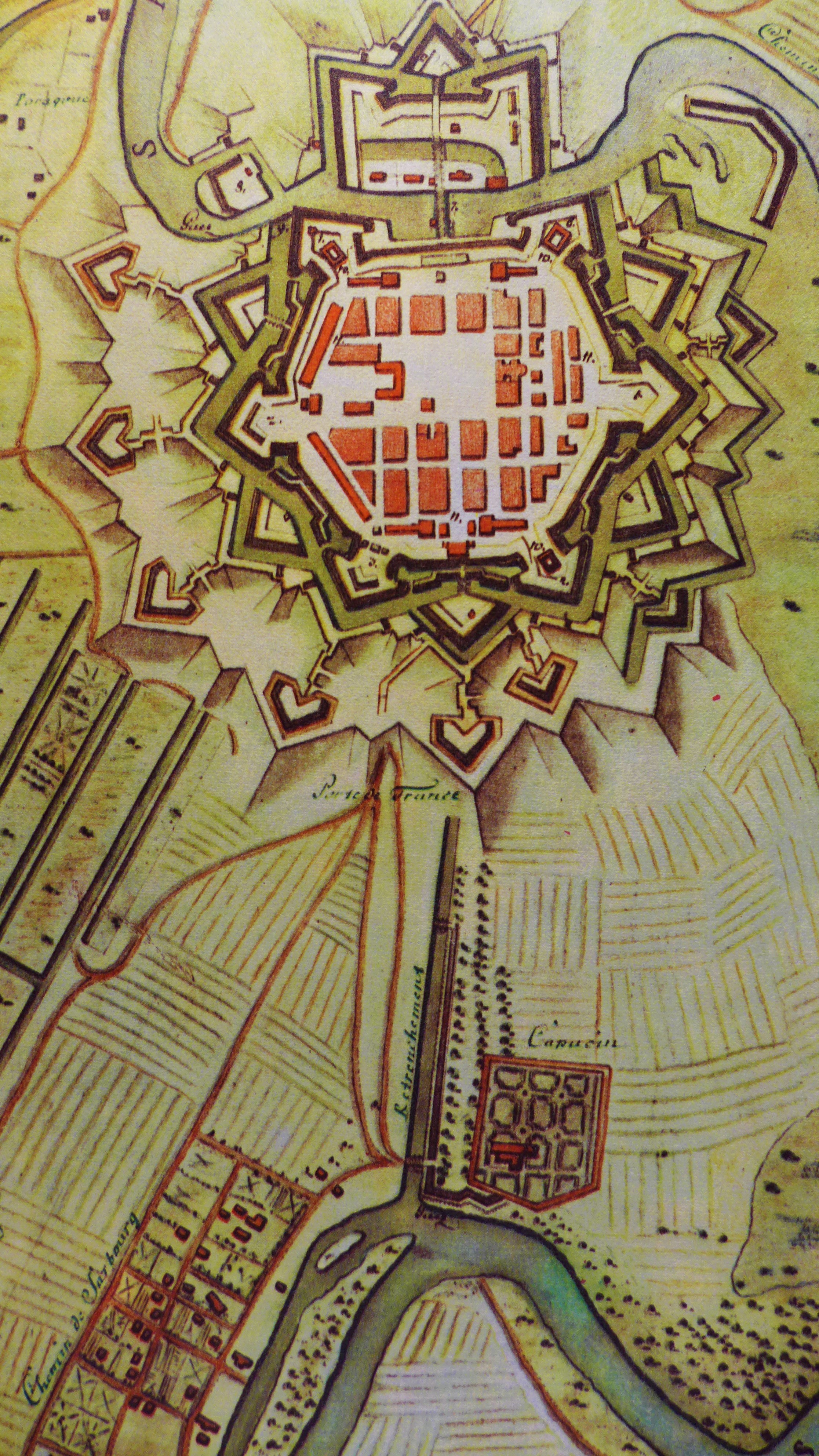
Plan der Festung Saarlouis (um 1740), die ab dem Jahr 1680 auf Befehl Ludwigs XIV. zum Schutz von Metz sowie als Hauptstadt der neugeschaffenen Province de la Sarre angelegt wurde

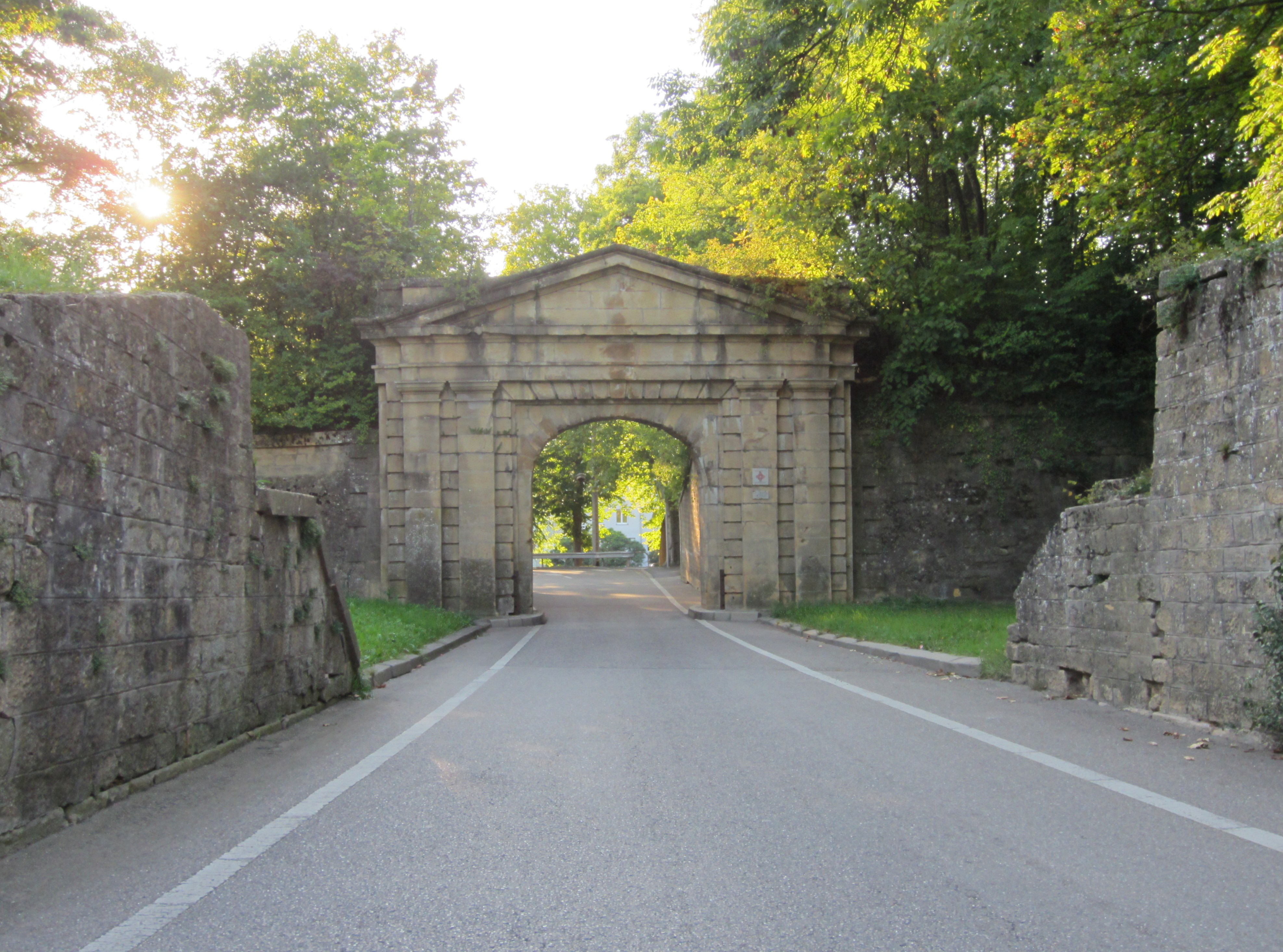
Metz, Fort de Bellecroix, Saarlouiser Tor/Porte de Sarrelouis

Der stadtauswärtige Durchgang des Deutschen Tores führt zum Hügel Bellecroix hin. Der Hügel wurde unter dem Festungsbaumeister Sébastien Le Prestre de Vauban im 17. Jahrhundert in das Verteidigungssystem der Stadt Metz eingebunden. Bis dahin hatte sich dort ein Wallfahrtsort (Chapelle de la Belle Croix) befunden, der im 10. Jahrhundert angelegt worden war. Vaubans Nachfolger, Louis de Cormontaigne, errichtete von 1734 bis 1740 das „Fort de Bellecroix“ sowie das „Fort Moselle“. Das „Fort de Bellecroix“ diente der Verteidigung von Metz im Norden und im Osten und sicherte den Abschnitt an der unteren Seille. Das „Fort Moselle“ sollte dagegen das Moselufer im Nordosten der Stadt absichern. Das unter Cormontaigne angelegte Metzer Festungsareal auf dem Bellecroix-Hügel verfügt über Gräben von 3000 m Länge sowie über unterirdische Gänge in einer Länge von 4600 m. Die Bellecroix-Festung besteht aus vier Bastionen, drei Kurtinen und drei Demi-Lunen (halbmondförmige Außenwerke). Das damals erbaute Saarlouiser Tor (Porte des Sarrelouis) stellt die Verbindung des Deutschen Tores in Metz mit der unter Ludwig XIV. neuerbauten, vorgelagerten Festung Saarlouis her. Das Saarlouiser Tor ist durch toskanische Doppelpilaster, Bossenwerk sowie einen antikisierenden Dreiecksgiebel architektonisch gegliedert. Unter Kaiser Napoleon III. wurden die Anlagen auf dem Bellecroix-Hügel nochmals verstärkt. Als man nach 1870 zwei mächtige Festungsgürtel um die Stadt (Festung Metz) anlegte, verloren die früheren Festungsanlagen ihre Wichtigkeit. Die Bellecroix-Gebäude wurden bis in den Zweiten Weltkrieg als Kasernen genutzt und im Jahr 1954 endgültig aufgegeben. Die Festungsanlagen wurden restauriert und sind aktuell von außen zu besichtigen. Von einem Aussichtspunkt ist die gesamte Altstadt von Metz zu überblicken.

## Historische Ereignisse
Im Jahr 1473 zog Kaiser Friedrich III. feierlich durch das Tor in die Stadt ein. Dabei wurde ihm vom Metzer Stadtmagistrat als Gastgeschenk ein Goldpokal überreicht, der statt eines alkoholischen Willkommenstrunks mit Metzer Goldmünzen gefüllt war.
Am 21. September 1940 zog Gauleiter Josef Bürckel begleitet von Bürgermeister Richard Imbt mit großem Gepränge durch das Deutsche Tor in die eroberte Stadt Metz ein. Ein über die Straße gespanntes Transparent trug die Inschrift „Metz grüßt seinen Gauleiter“. Der Metzer Altbürgermeister Roger Joseph Foret (Amtszeit: 1911–1918) übergab Bürckel dabei feierlich die Schlüssel der Stadt auf einem Samtkissen. Mehrere Tausend Menschen schwenkten Hakenkreuz-Fähnchen, zeigten den Hitlergruß und warfen Blumen auf den Weg, den der Gauleiter entlangschritt.
Am 5. Oktober 1941 wurde der Reichsminister für Volksaufklärung und Propaganda, Joseph Goebbels, von Kreisleiter Hieronymus Merkle ebenfalls mit großem Propagandaaufgebot durch das Deutsche Tor in die Stadt geleitet.